# 폭스바겐 파사트
폭스바겐 파사트(Volkswagen Passat)는 독일의 자동차 메이커인 폭스바겐의 D 세그먼트에 속하는 전륜구동 차종이다. 차명인 파사트는 독일어로 무역풍을 뜻한다. 경쟁 차량으로는 현대 쏘나타, 기아 K5, 쉐보레 말리부, 혼다 어코드, 토요타 캠리, 닛산 알티마 등이 있다.

## 1세대

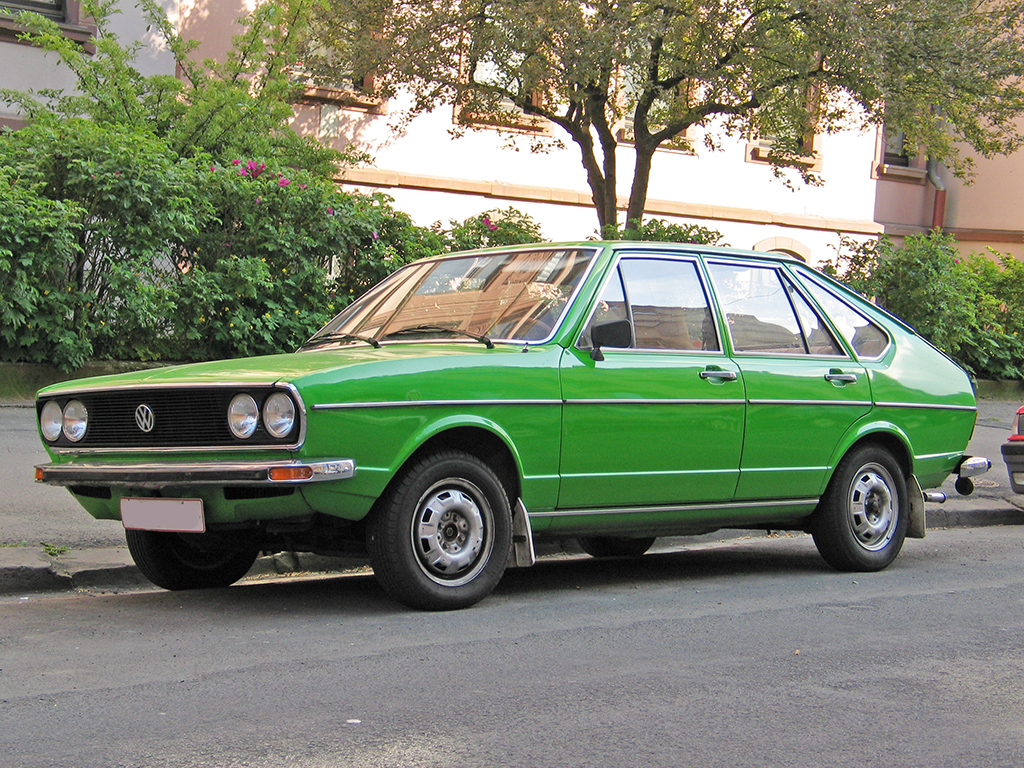
폭스바겐 파사트(전기형) 정측면

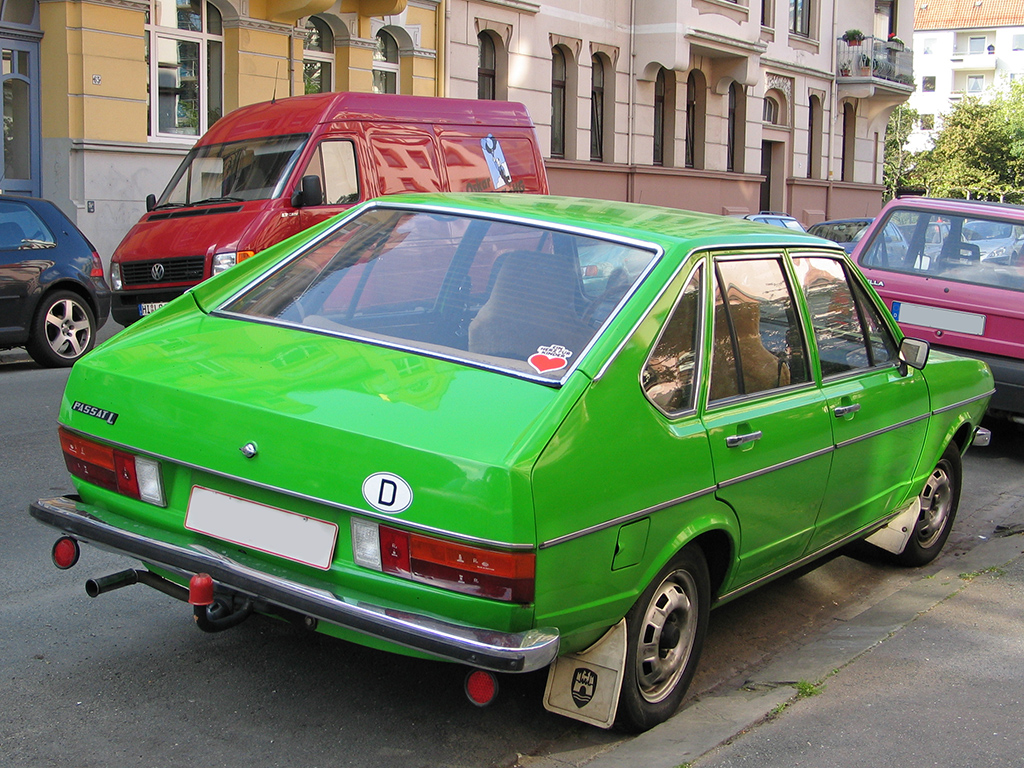
폭스바겐 파사트(전기형) 후측면

1세대 아우디 80를 베이스로 하여 1973년에 출시됐다. 프런트 펜더나 도어 패널 등을 공유하며, 세로로 배치된 엔진에 전륜구동 방식이다. 현대 포니를 디자인 한 것으로도 유명한 조르제토 쥬지아로가 디자인을 하였다. 바디 타입은 2도어 패스트백과 4도어 패스트백이 먼저 선보였고, 이후에 5도어 스테이션 왜건(바리안트)이 추가되었다. 1978년에 페이스 리프트를 거쳐 우레탄 범퍼가 적용되고, 방향 지시등이 헤드 램프 옆으로 옮겨지는 등 단정하게 바뀌었다.

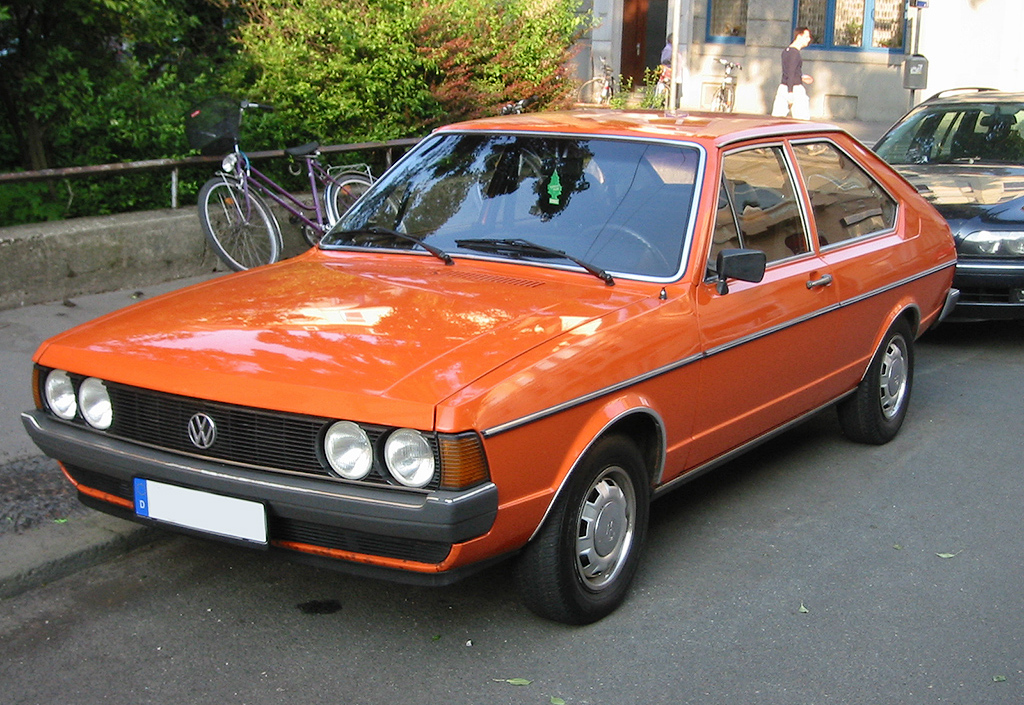
폭스바겐 파사트(후기형) 정측면
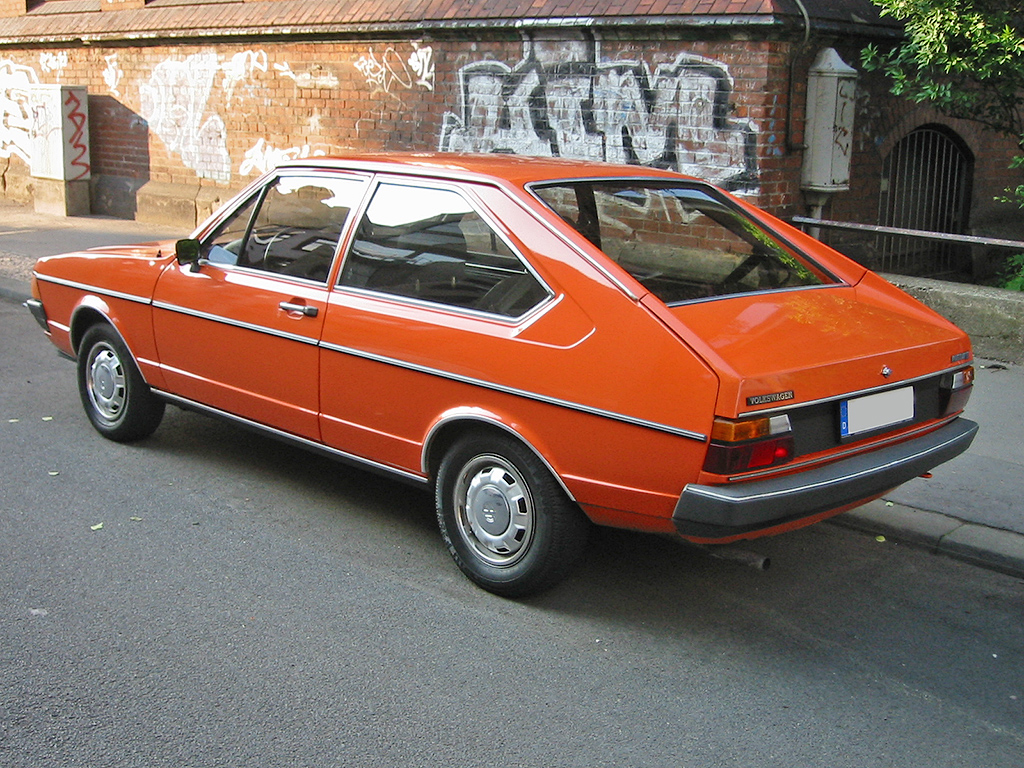
폭스바겐 파사트(후기형) 후측면

## 2세대

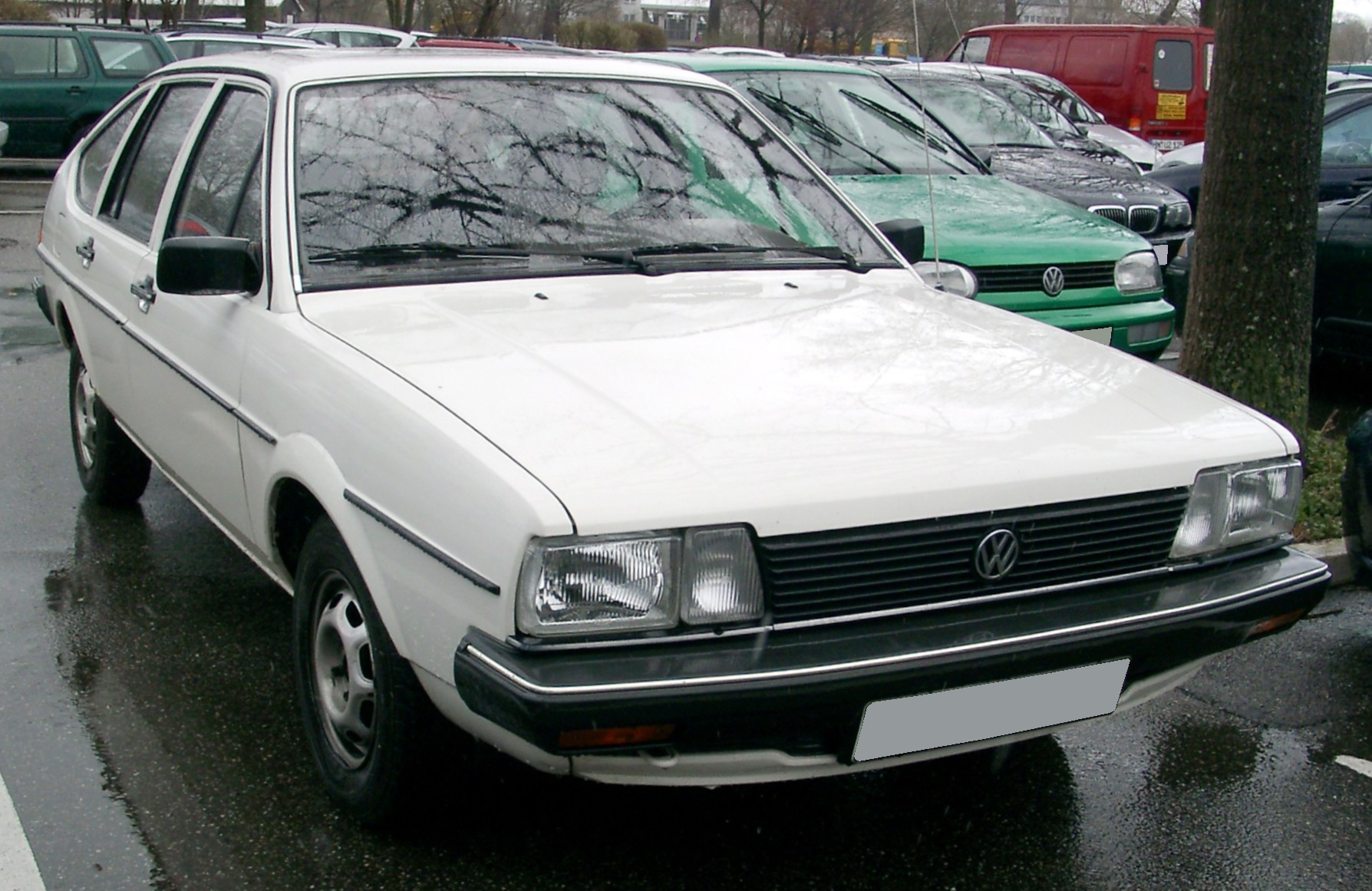
폭스바겐 파사트(전기형) 정측면

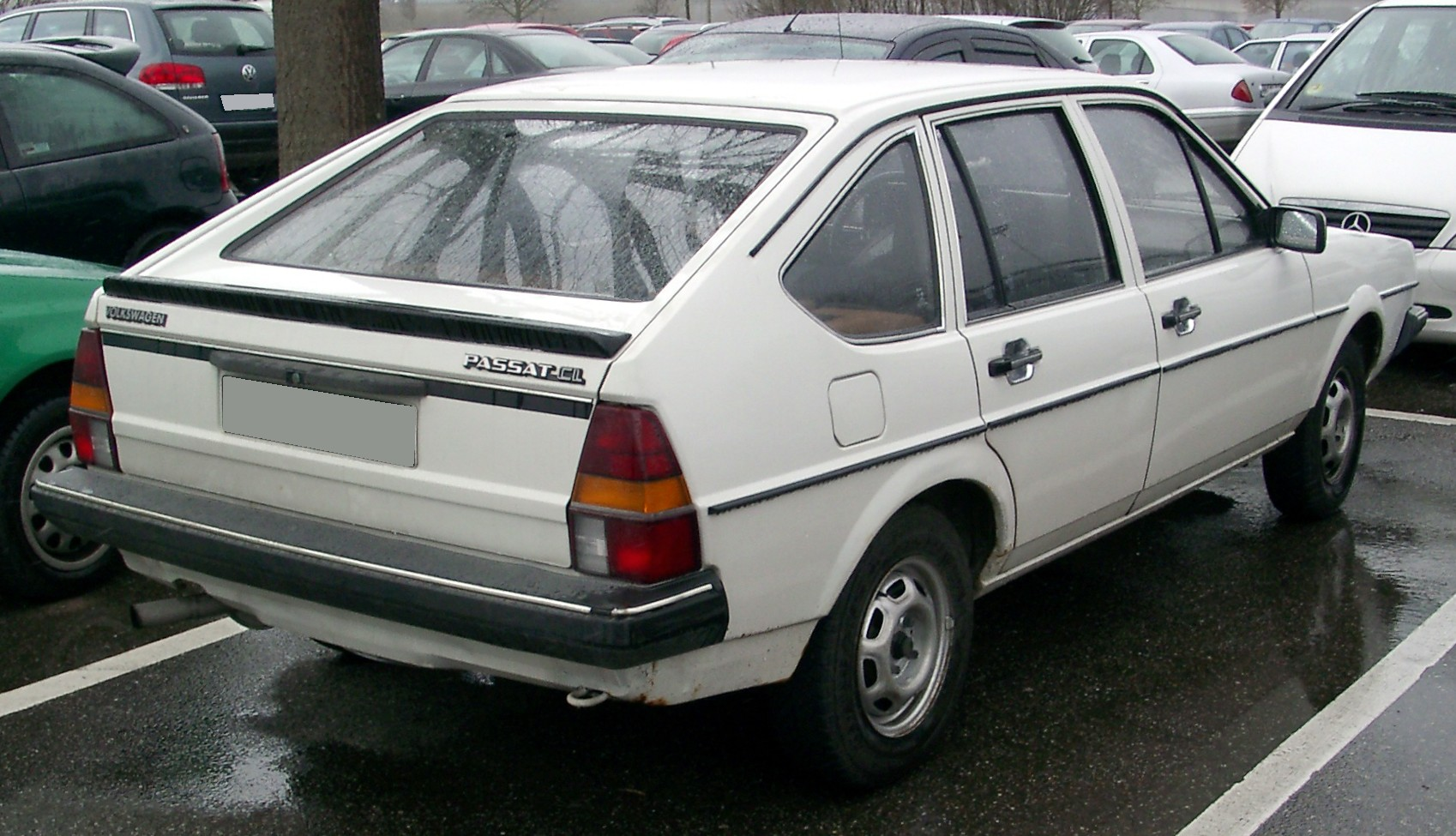
폭스바겐 파사트(전기형) 후측면

2세대 아우디 80를 베이스로 하여 여전히 세로로 배치된 엔진에 전륜구동 방식이나, 1984년에는 4륜구동이 추가되었다. 바디 타입은 5도어 해치백과 5도어 스테이션 왜건(바리안트) 등 2가지로 나뉘었고, 1981년에 2세대 파사트를 베이스로 한 4도어 세단인 산타나가 출시되었다.

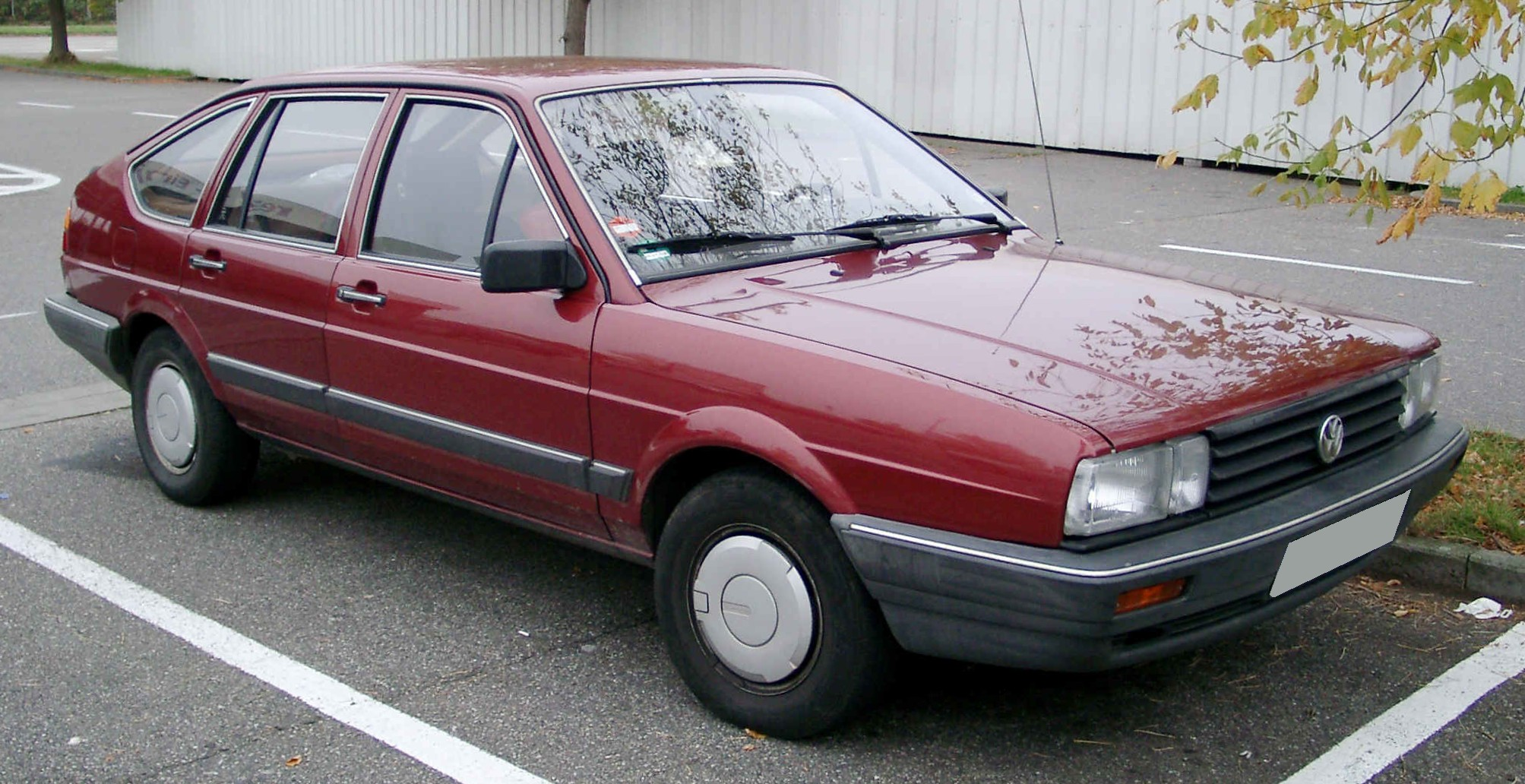
폭스바겐 파사트(후기형) 정측면
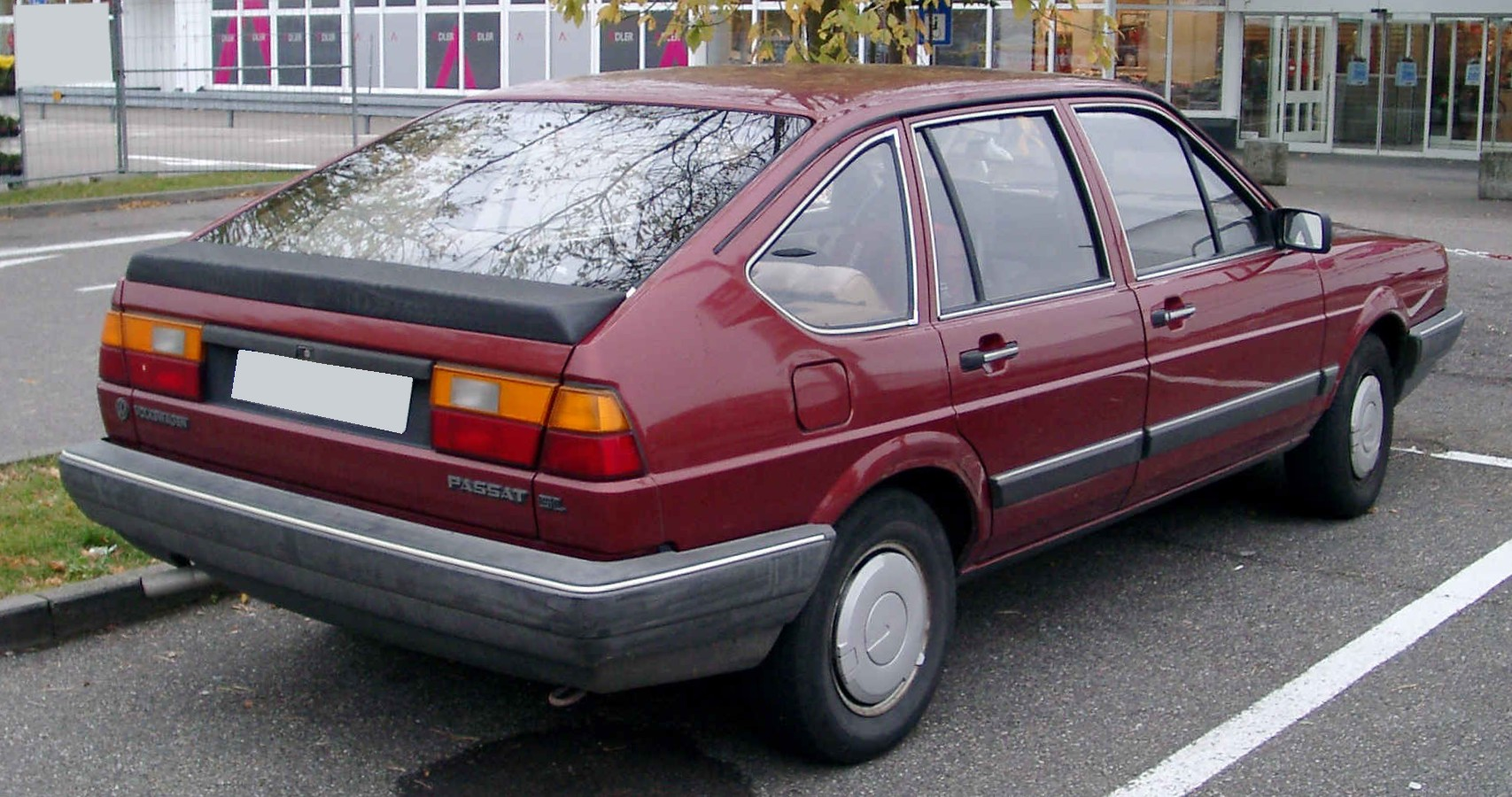
폭스바겐 파사트(후기형) 후측면

## 3세대

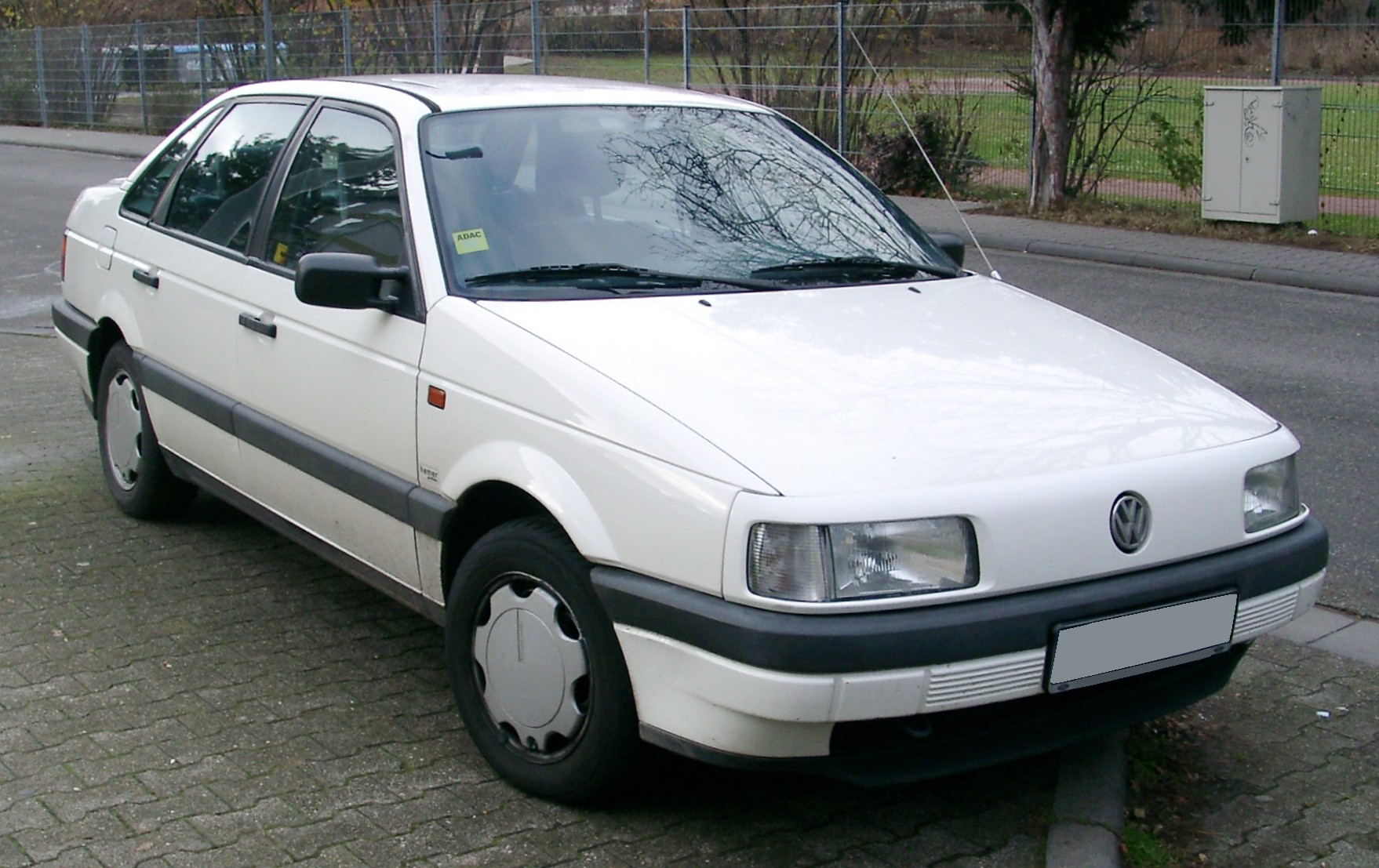
폭스바겐 파사트 정측면

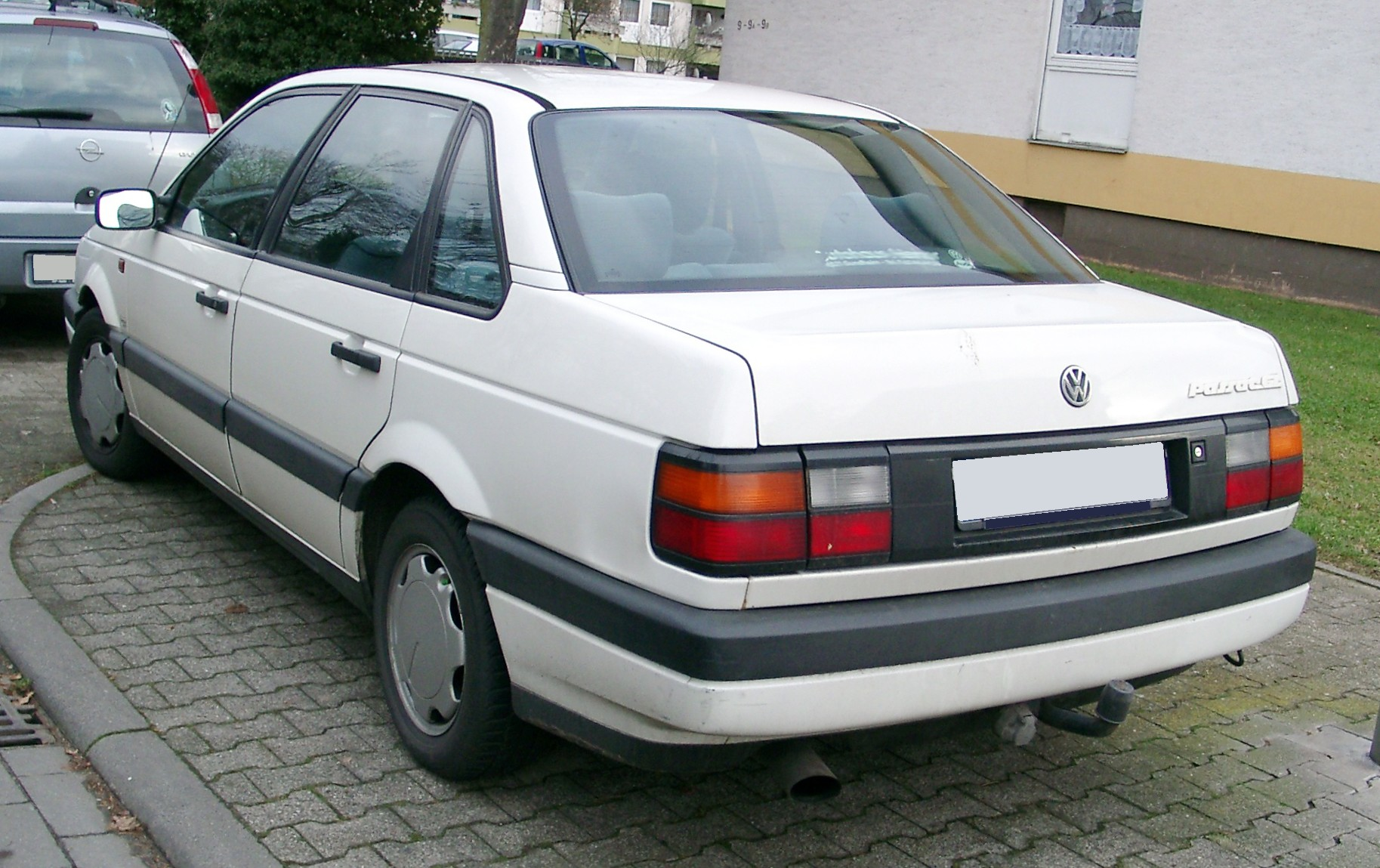
폭스바겐 파사트 후측면

아우디와의 플랫폼 공유에서 독자 노선으로 탈바꿈하여 폭스바겐의 자체 플랫폼이 적용되었고, 세로로 배치된 엔진에서 가로로 배치된 엔진으로 바뀌었다. 에어로 다이내믹한 느낌을 고려한 라디에이터 그릴이 없는 프론트 디자인이 특징이며, 사이드 미러는 공기 저항을 최소화하기 위해 설계되었다. 4도어 세단이 중심이 되어 산타나로부터 파사트에 통합이 되었고, 이 외에 5도어 스테이션 왜건(바리안트)도 있었다. 미국 등 국가에 따라 퀀텀으로 붙여진 차명은 3세대 파사트부터 파사트로 통일되었다.

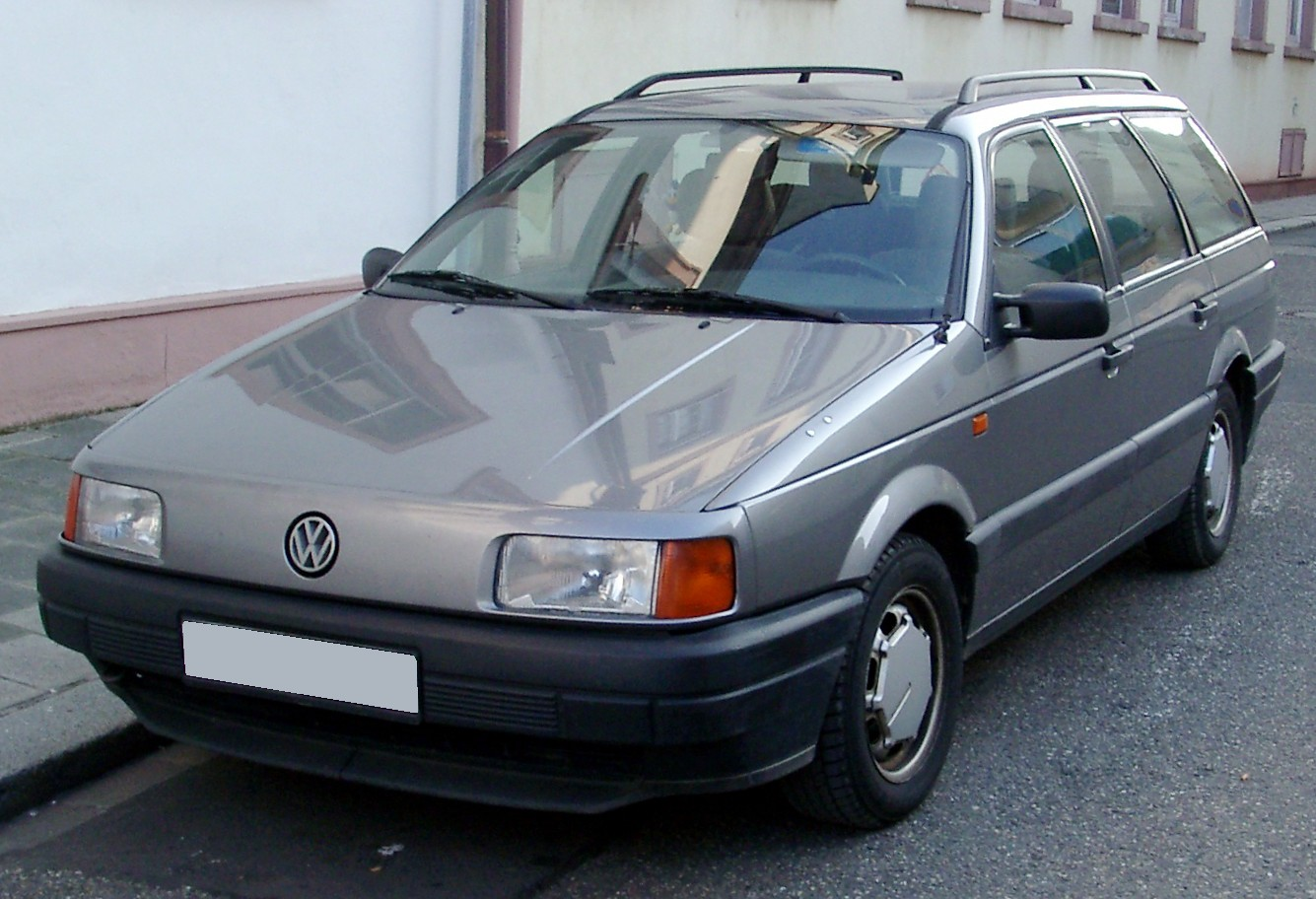
폭스바겐 파사트 바리안트 정측면
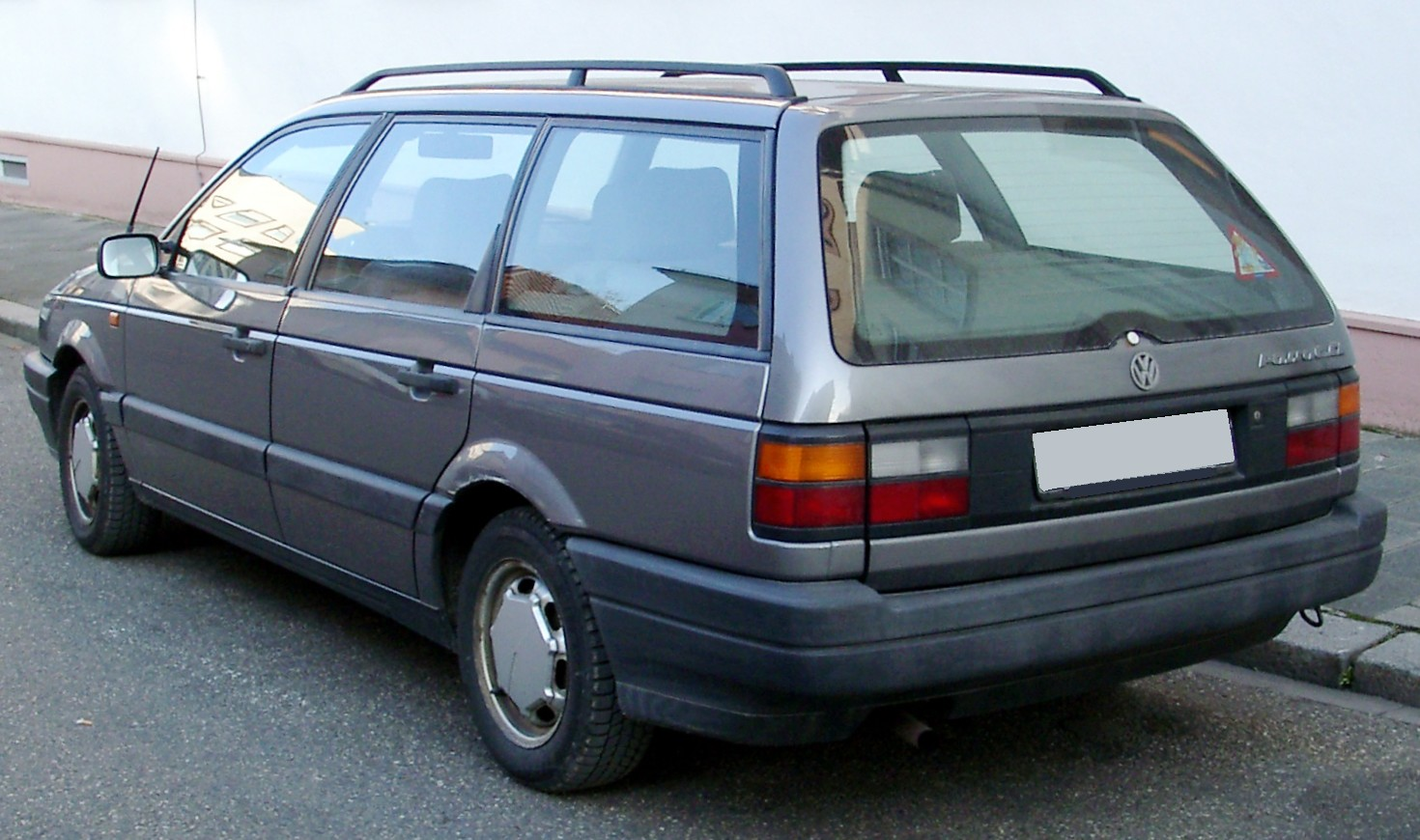
폭스바겐 파사트 바리안트 후측면

## 4세대

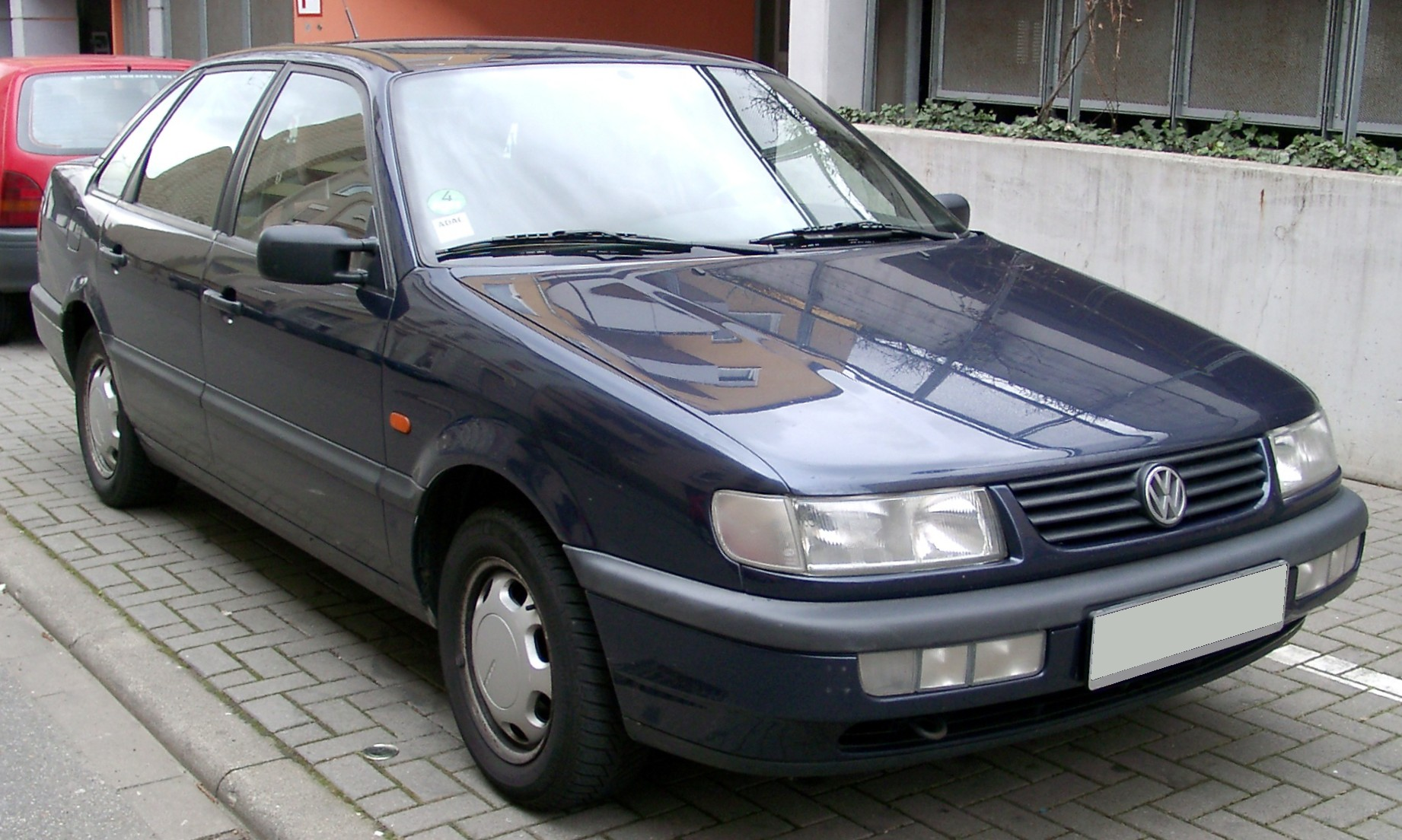
폭스바겐 파사트 정측면

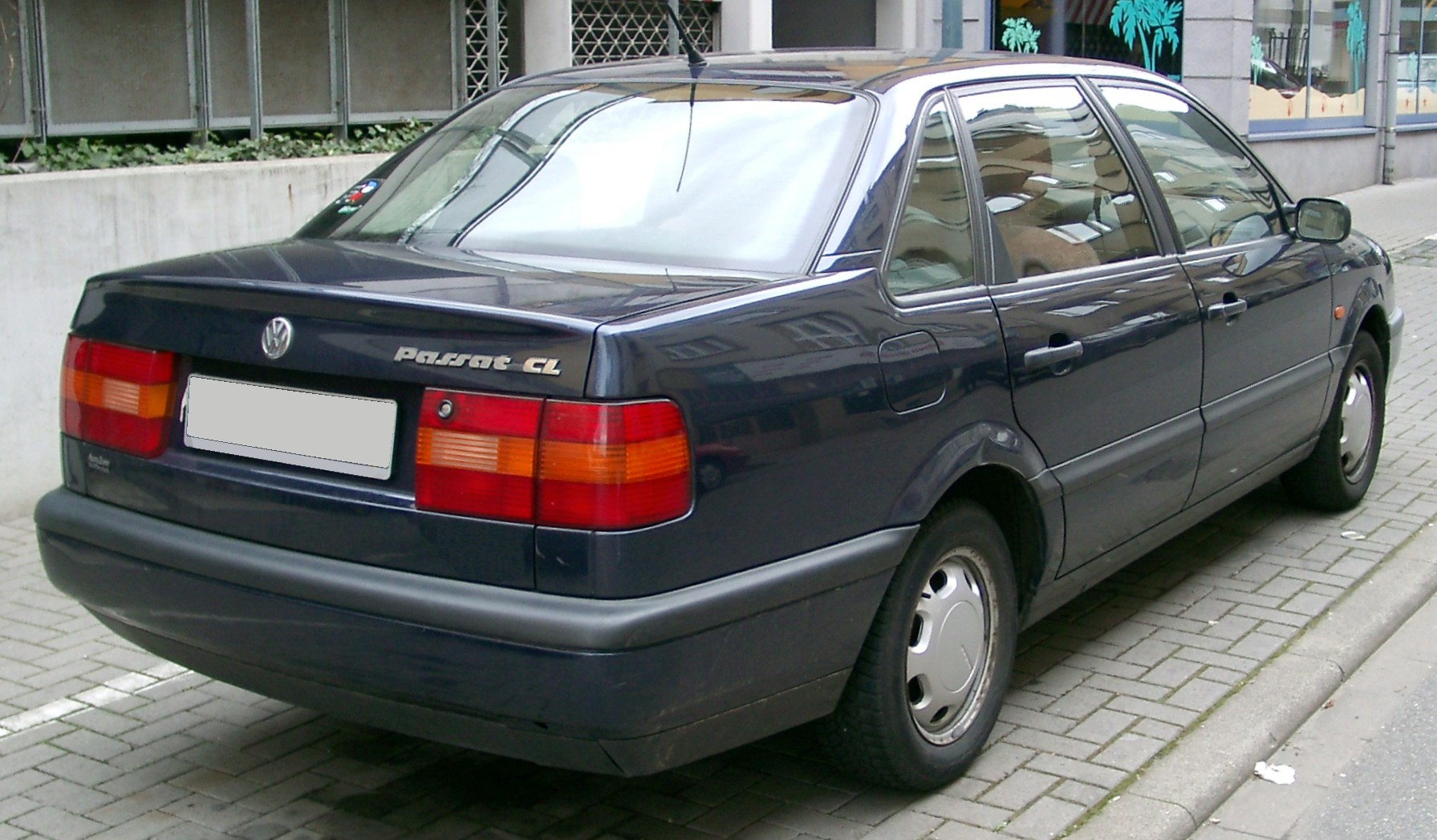
폭스바겐 파사트 후측면

3세대 파사트의 개성적인 프론트 디자인에서 당시의 3세대 골프와 3세대 제타 등과의 패밀리 룩을 위해 일반적인 라디에이터 그릴이 있는 디자인으로 바뀌었다. TDI 커먼레일 디젤 엔진이 처음 도입된 시점도 4세대 파사트부터이다. 4세대부터 대한민국에 공식 수입되기 시작했다.

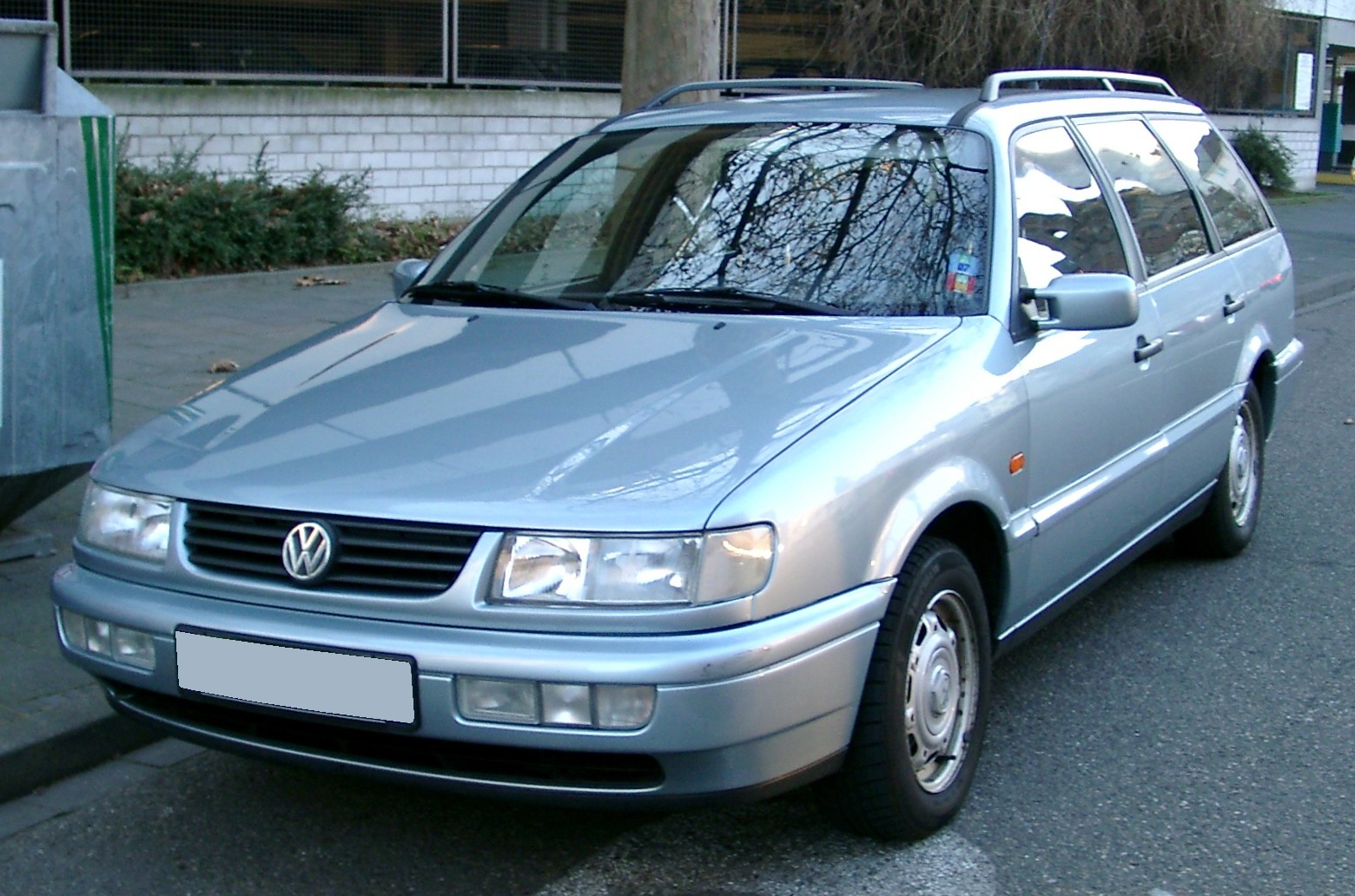
폭스바겐 파사트 바리안트 정측면
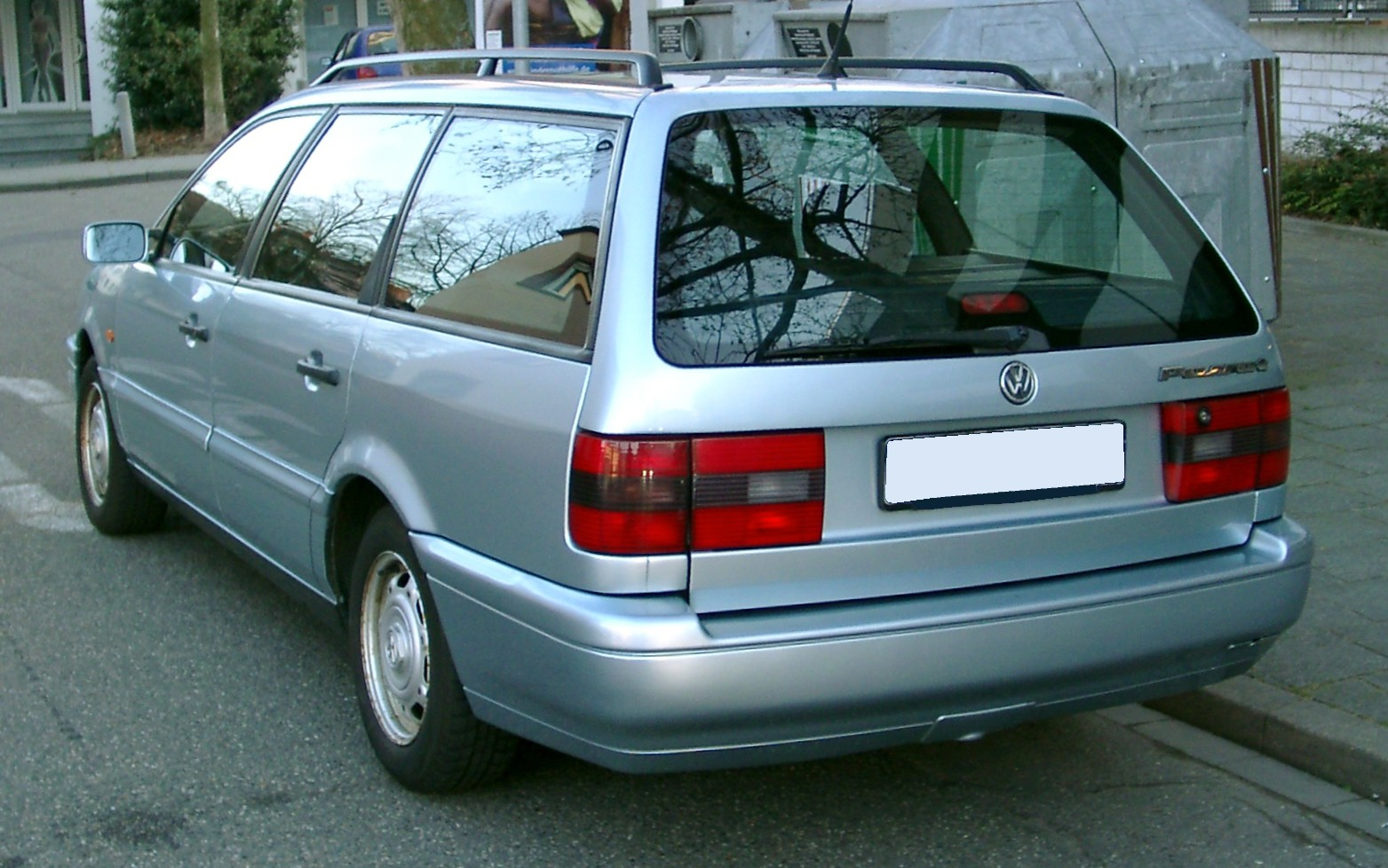
폭스바겐 파사트 바리안트 후측면

## 5세대

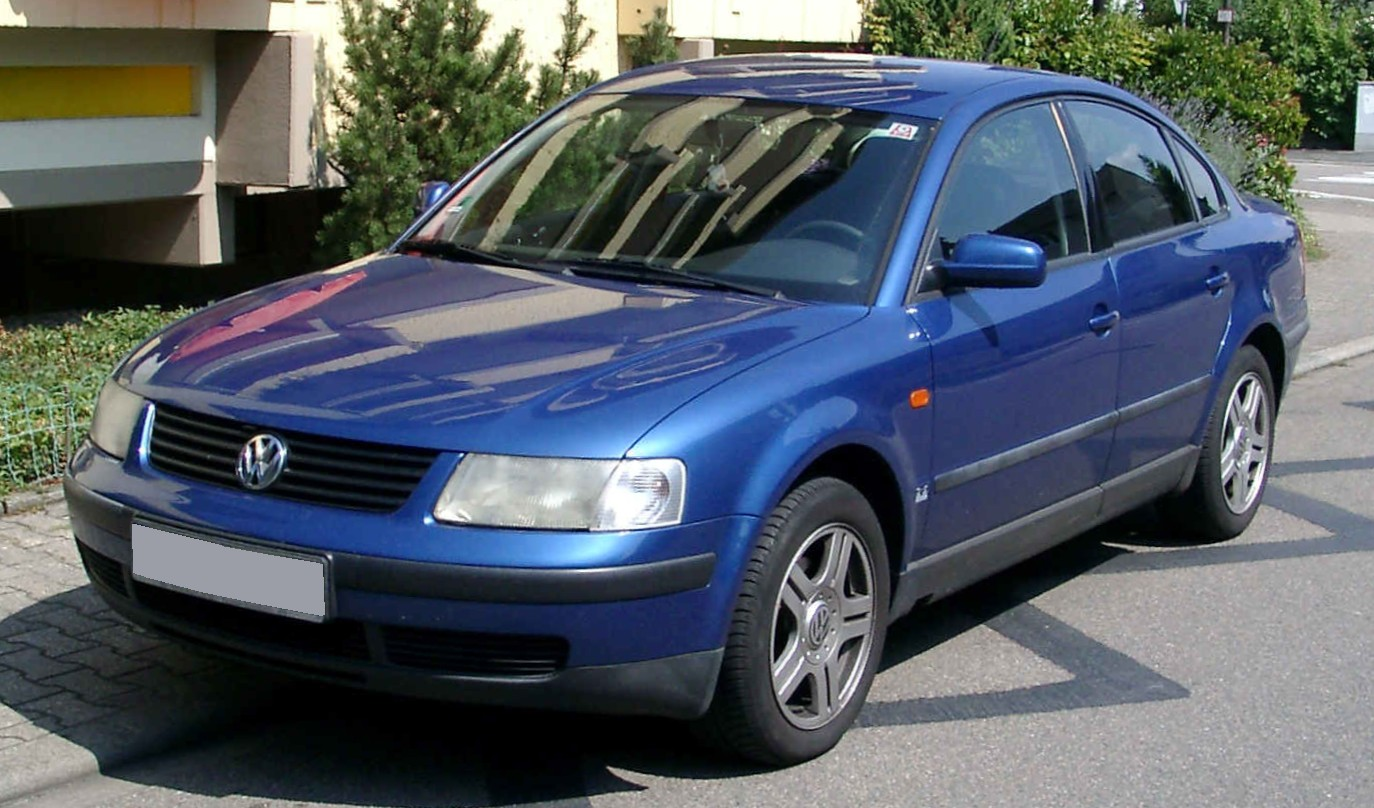
폭스바겐 파사트(전기형) 정측면

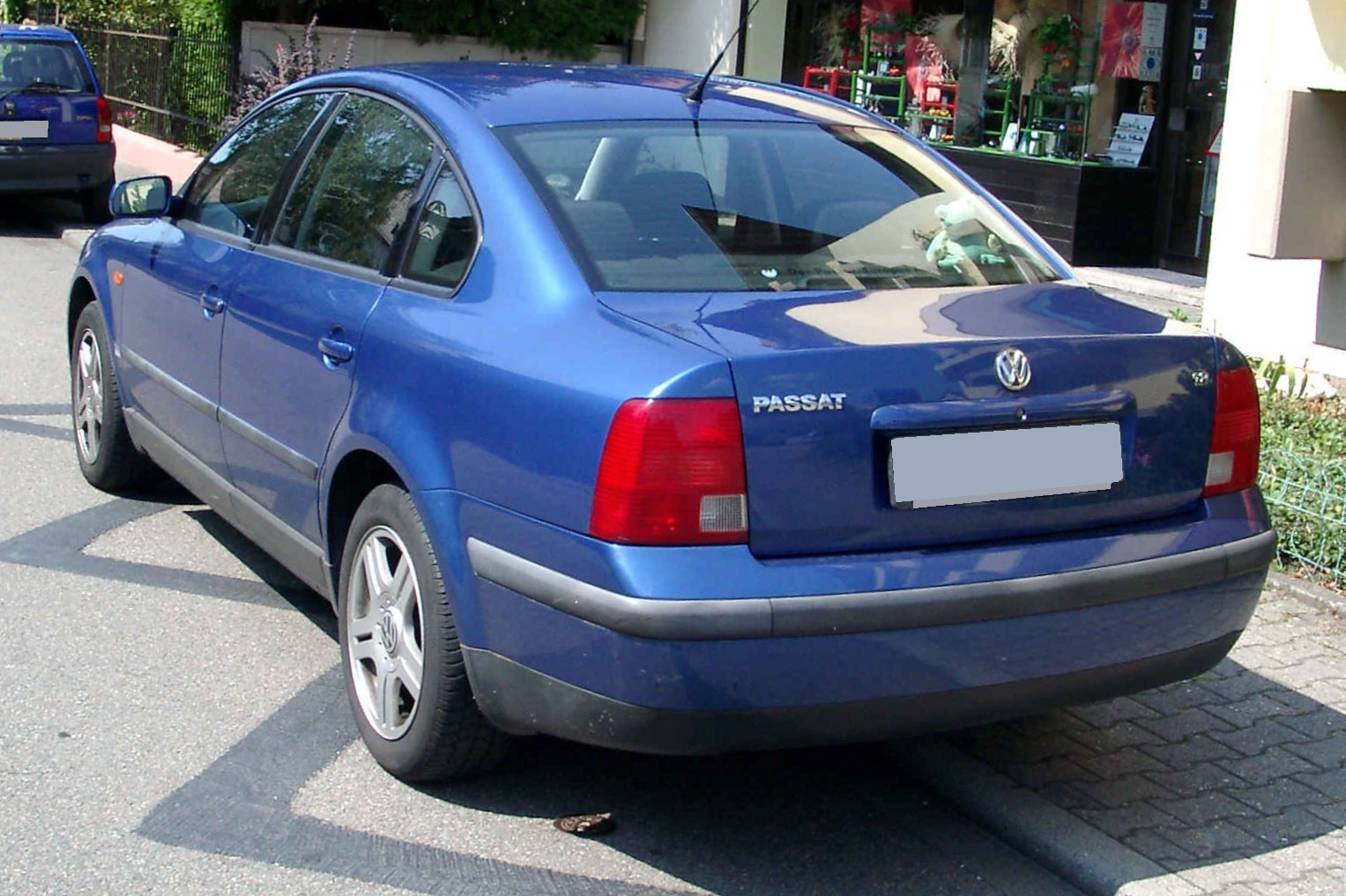
폭스바겐 파사트(전기형) 후측면

아우디와 플랫폼을 공유하는 관계로 다시 바뀌어 1세대 아우디 A4를 베이스로 하였고, 세로로 배치된 엔진이 다시 적용되었다. 당시의 1세대 아우디 A4와 1세대 아우디 A6의 중간 정도되는 크기에 바디 타입은 4도어 세단과 5도어 스테이션 왜건(바리안트)로 나뉘었다. 한 등급 위의 차종에 필적할 만큼 현격히 향상된 품질을 갖췄고, 2000년 하반기에는 페이스 리프트 모델이 출시되었다. 4륜구동(4모션)도 나왔고, 최고급 트림에는 280마력 W형 8기통 4.0L 엔진이 적용되었다.

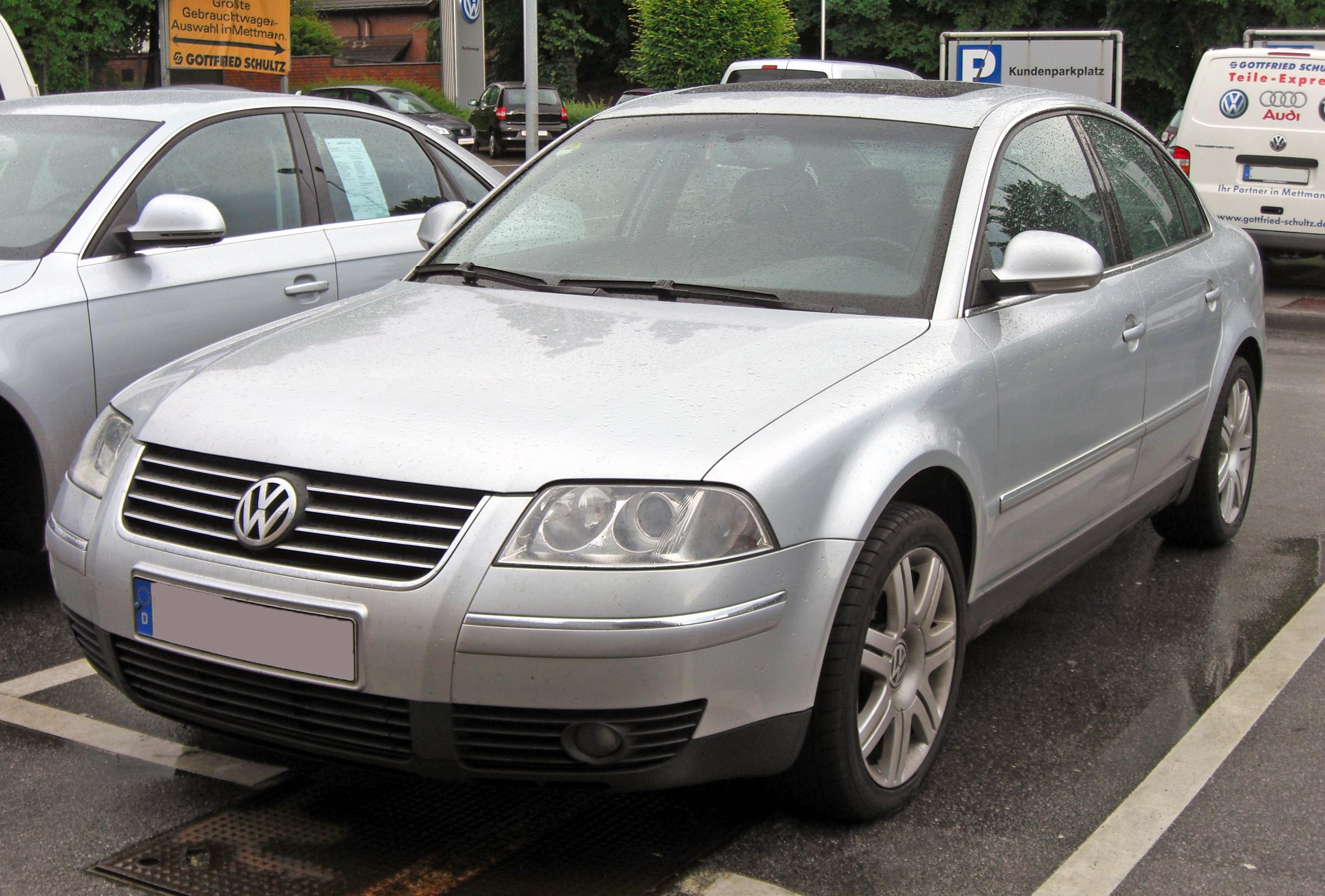
폭스바겐 파사트(후기형) 정측면
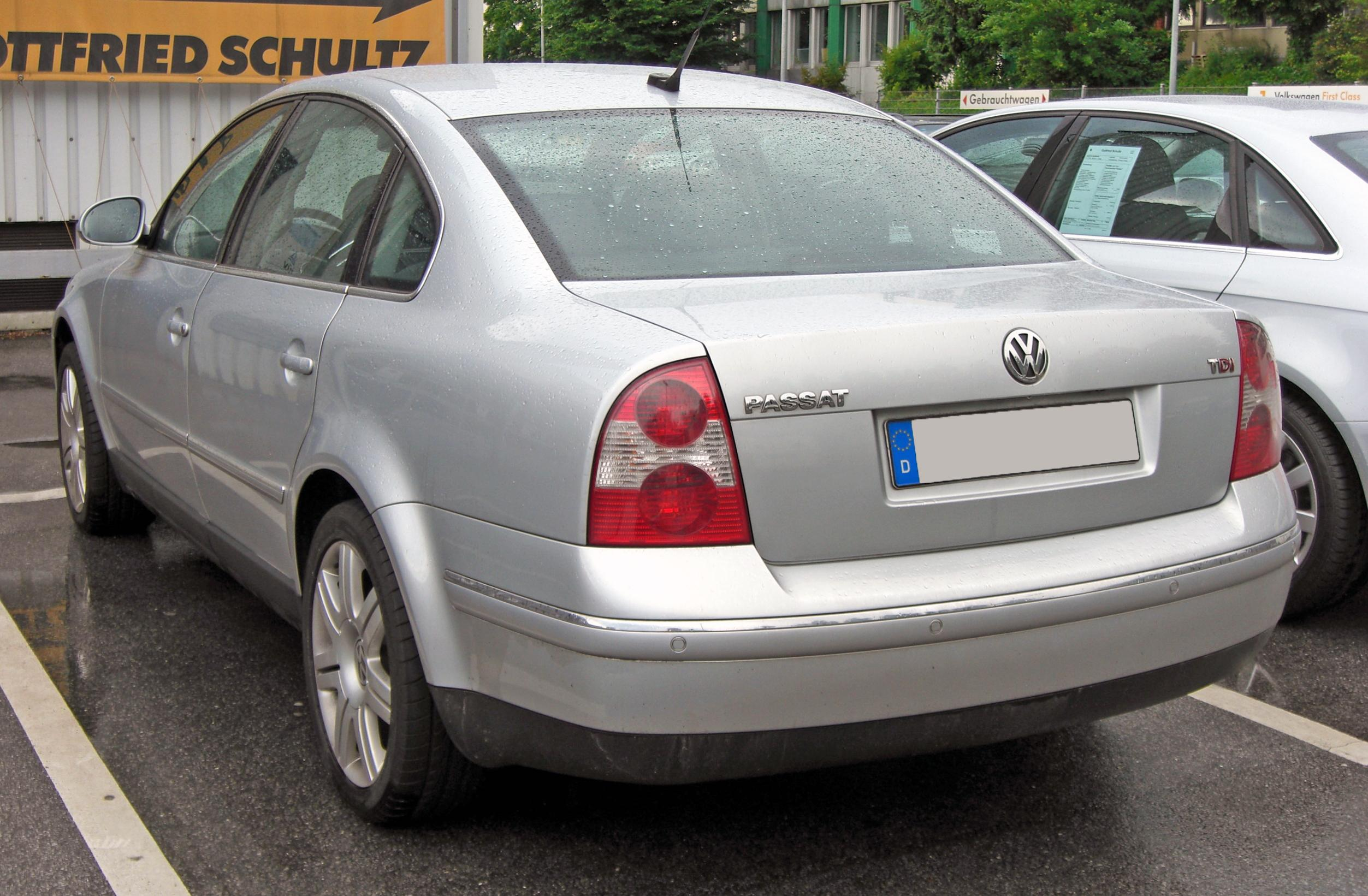
폭스바겐 파사트(후기형) 후측면
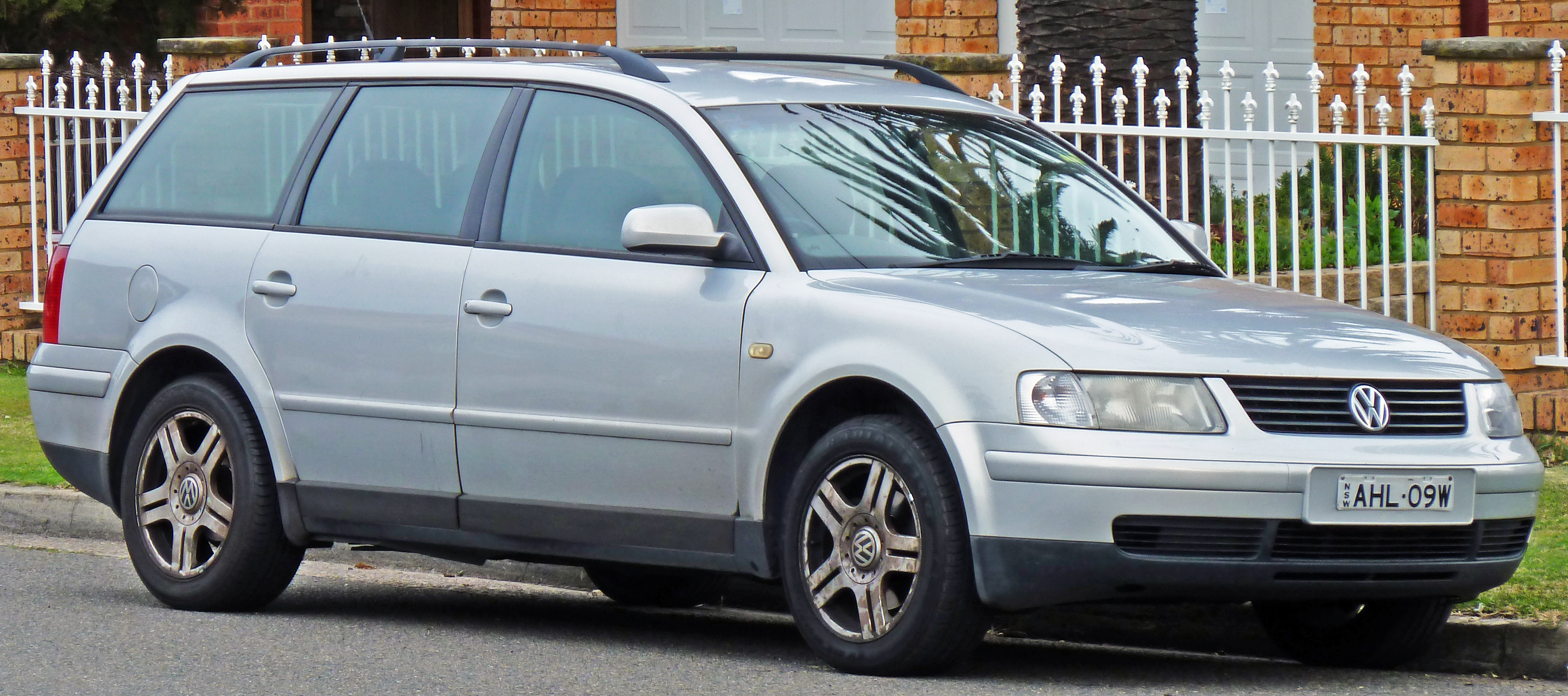
폭스바겐 파사트 바리안트(전기형) 정측면
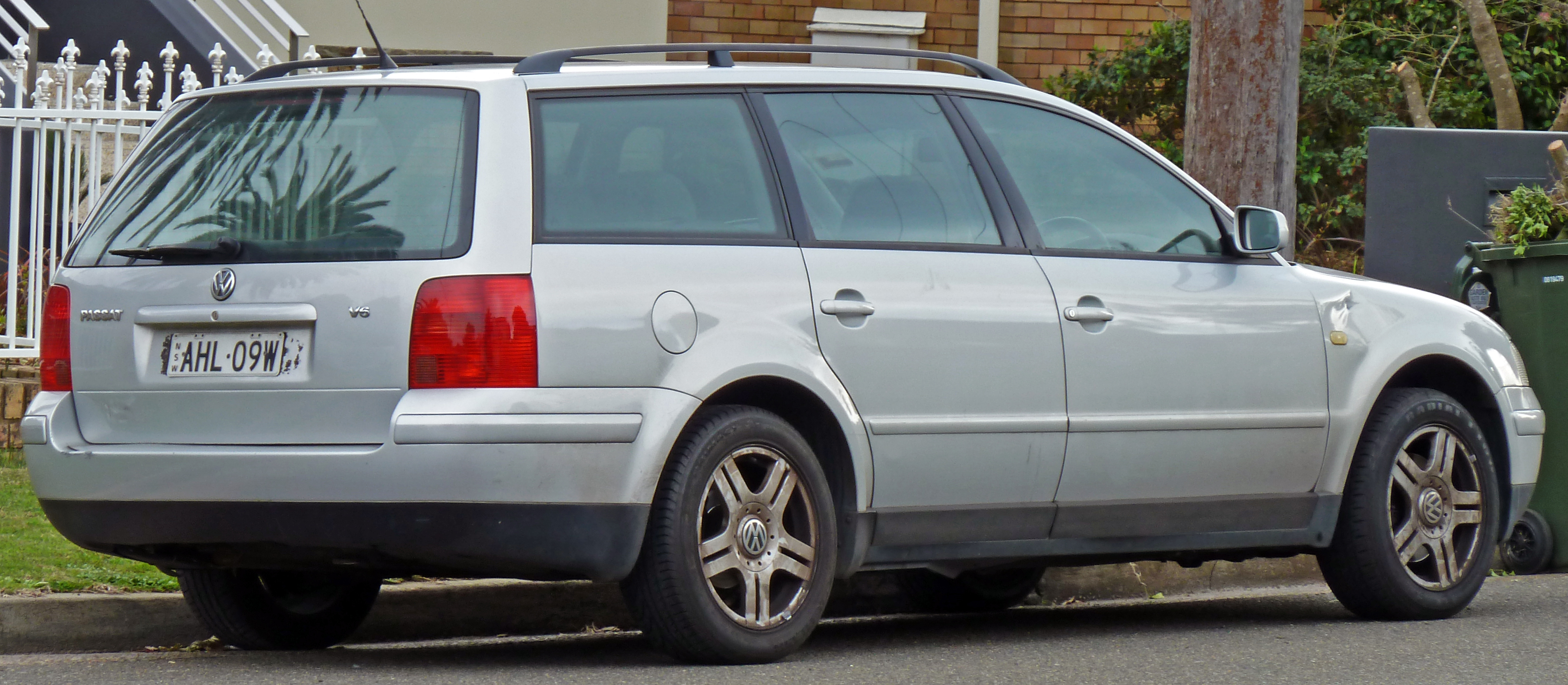
폭스바겐 파사트 바리안트(전기형) 후측면
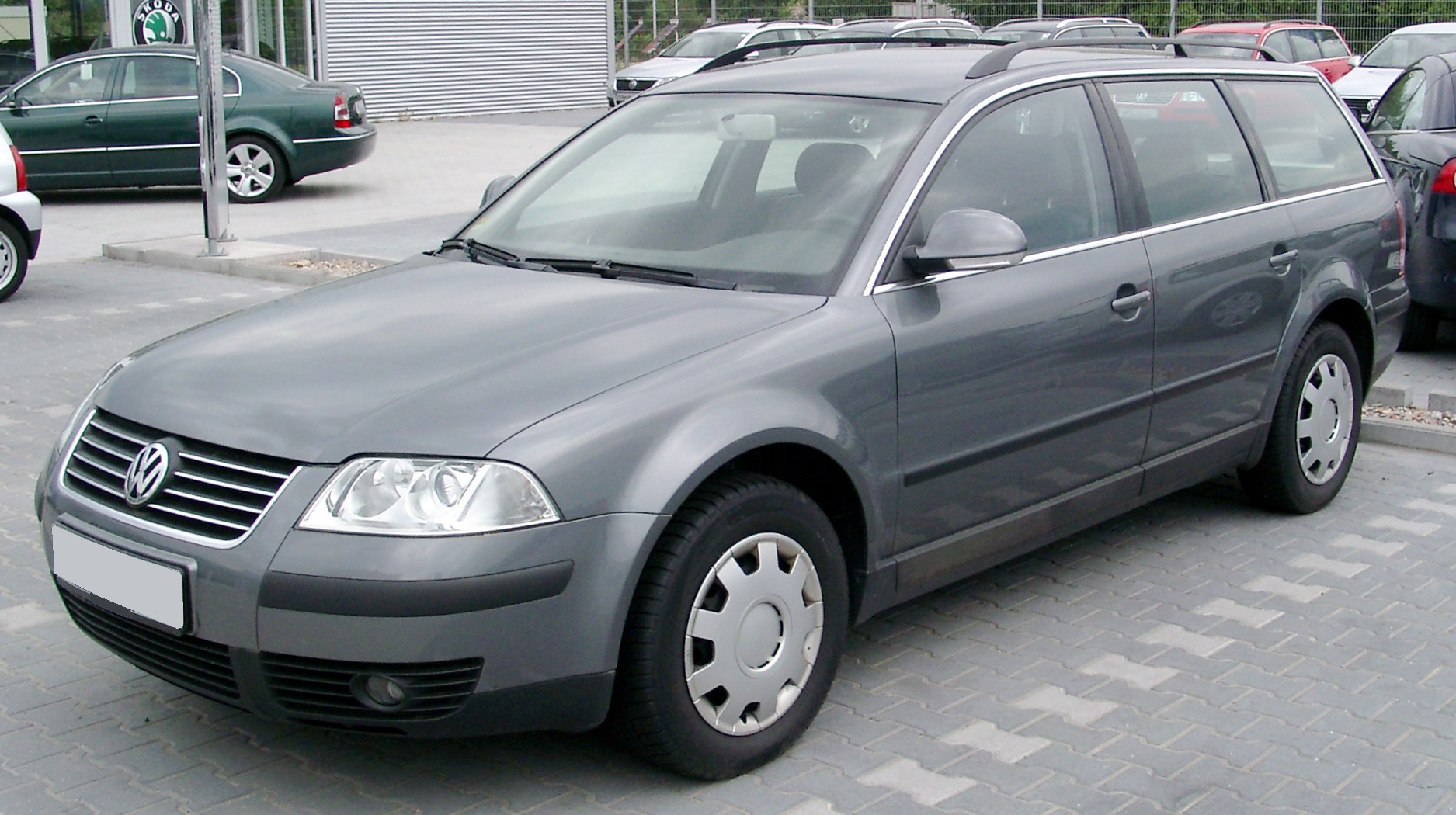
폭스바겐 파사트 바리안트(후기형) 정측면
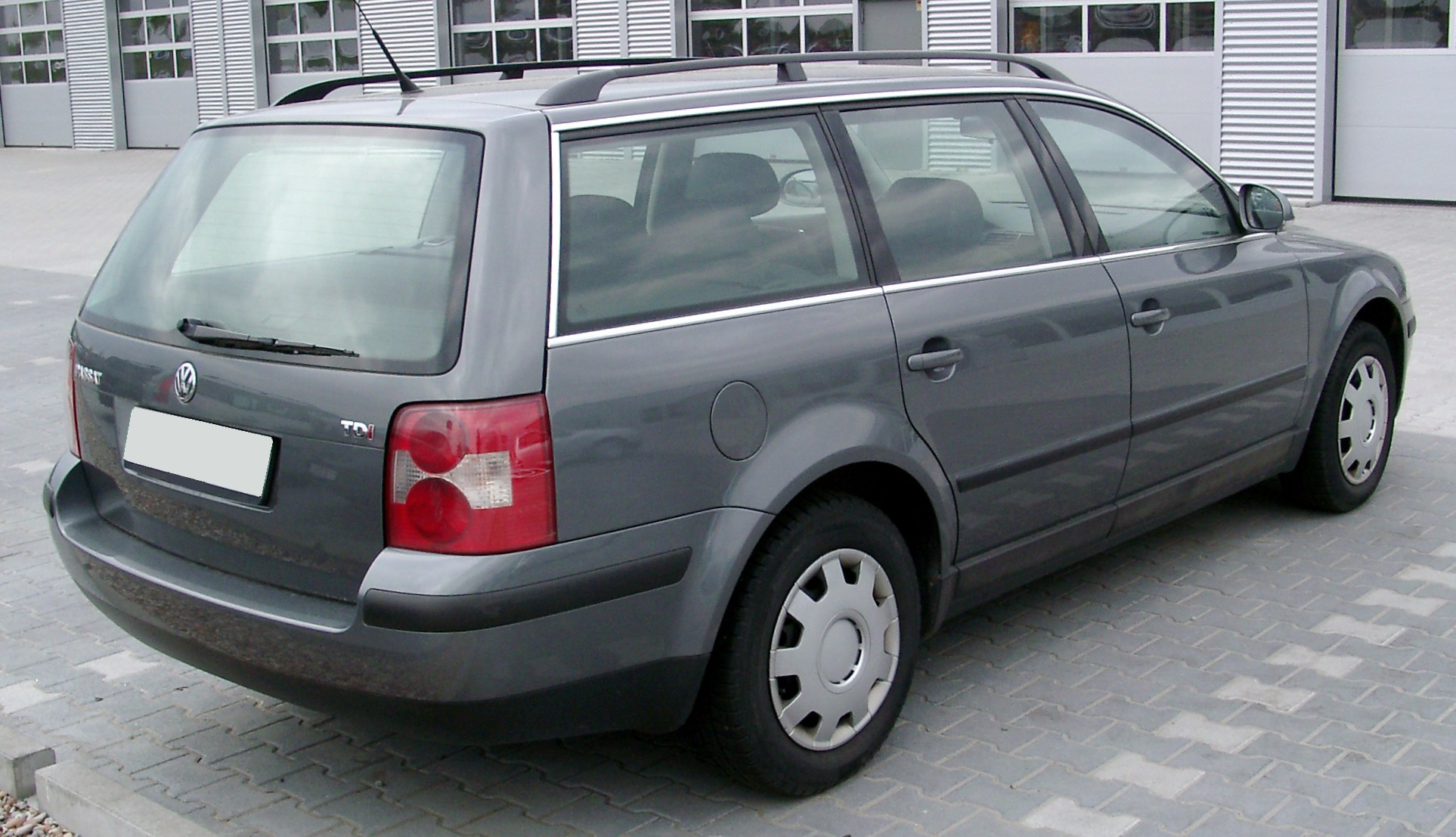
폭스바겐 파사트 바리안트(후기형) 후측면

## 6세대

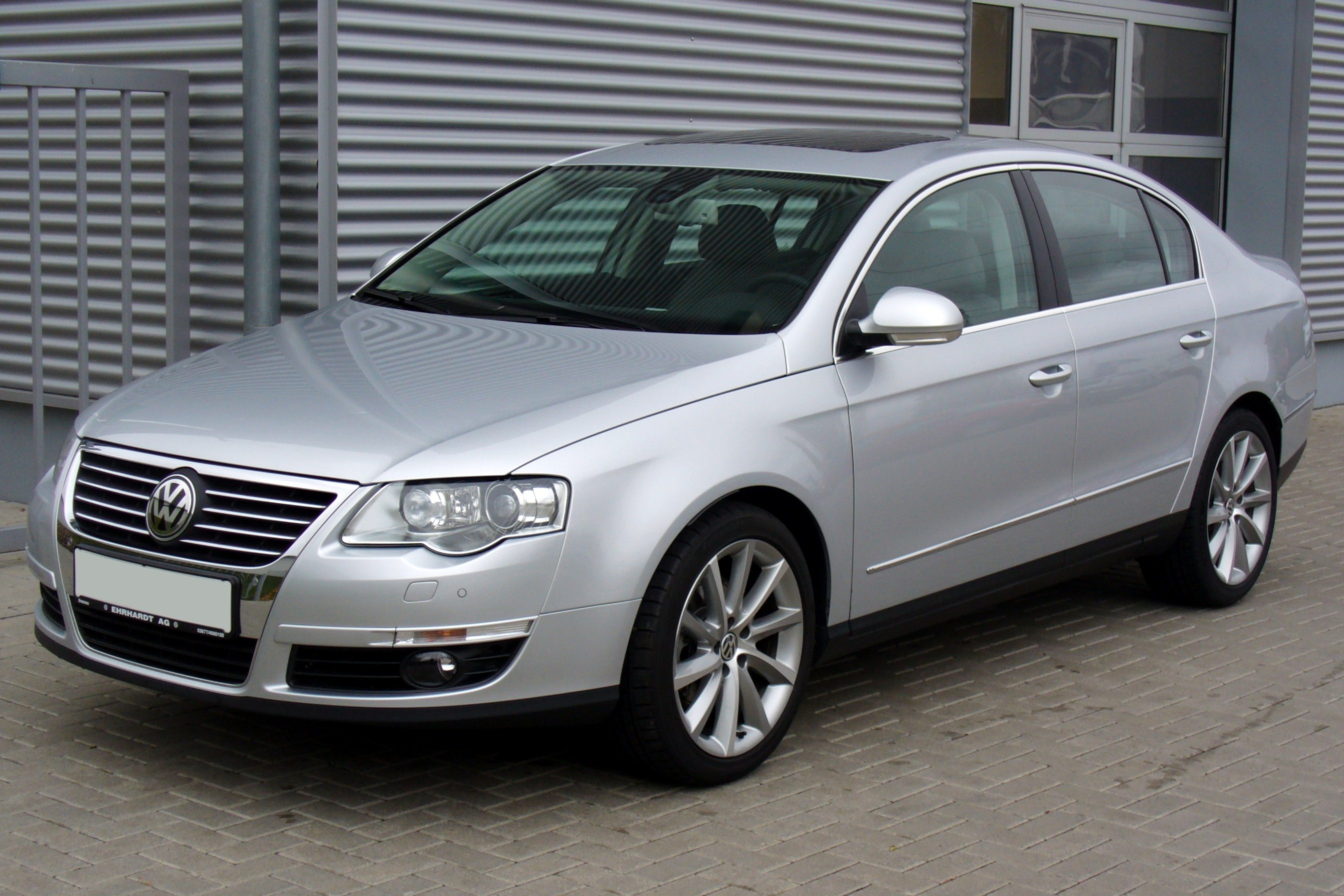
폭스바겐 파사트 정측면

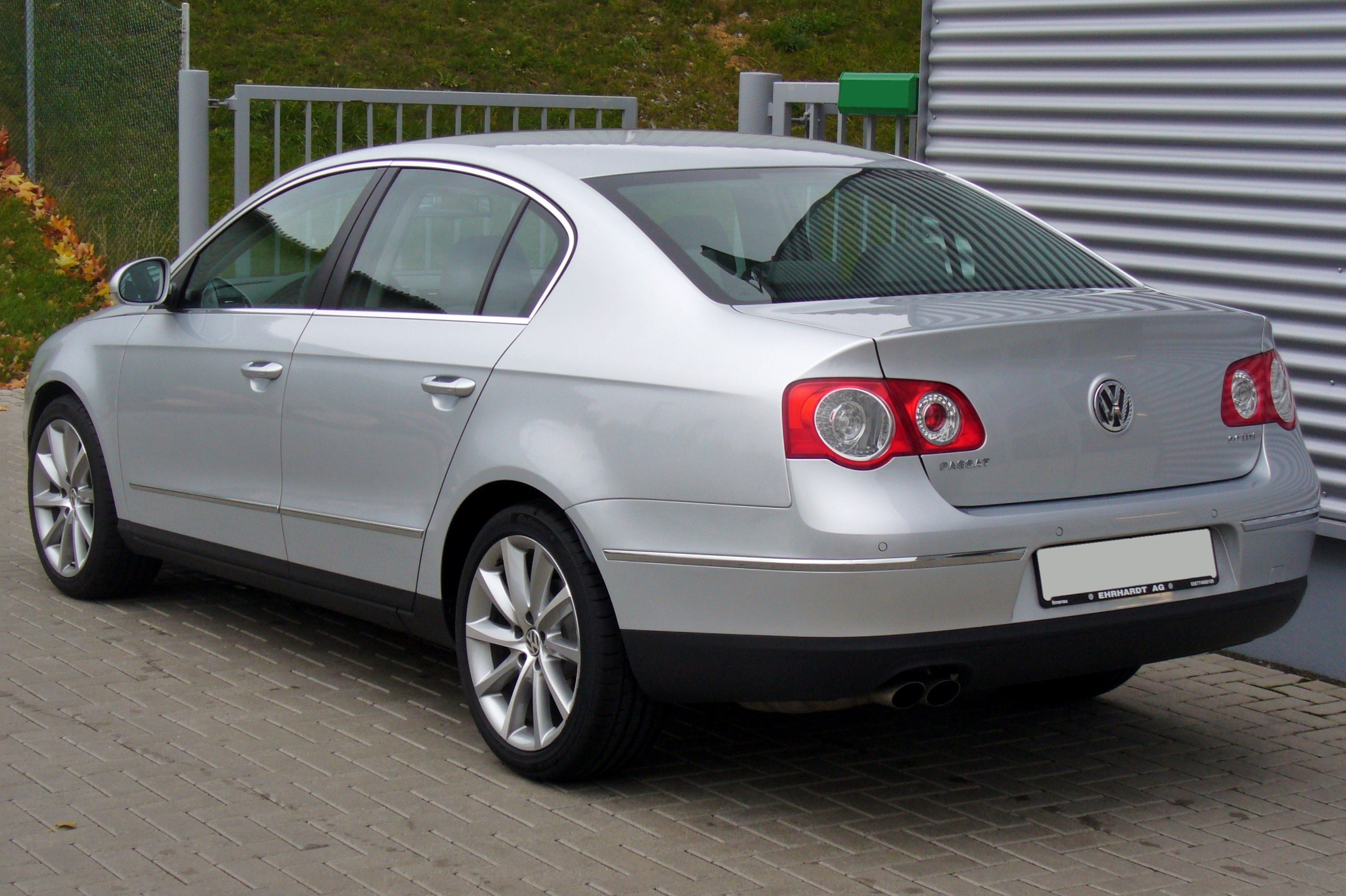
폭스바겐 파사트 후측면

대한민국에서는 2005년 10월 12일에 출시되었다. 아우디와의 플랫폼 공유에서 다시 독자 노선으로 탈바꿈하였다는 것이 5세대 파사트와는 다른 점이고, 가로 배치 엔진이 다시 적용되었다. 차체는 더욱 대형화되어 전장이 4,700mm, 전폭이 1,800mm를 넘어섰다. 전동식 주차 브레이크, 크루즈 컨트롤, 코너링 라이트 내장 바이 제논 헤드 램프 등이 적용되어 편의성을 높였다. FSI 가솔린 직접 분사 엔진이 처음 적용되어 더욱 다이내믹하고, 강한 성능을 자랑한다. 2008년에 상급 차종인 4도어 쿠페 스타일의 CC가 출시되었다. 6세대부터 대한민국에 디젤 엔진이 장착된 트림이 들어오기 시작하여 인기를 많이 얻었으며, 스테이션 왜건인 바리안트도 대한민국에 들어왔으나, 판매가 부진하였다. 유럽형은 2011년에 페이스 리프트를 거쳤다.

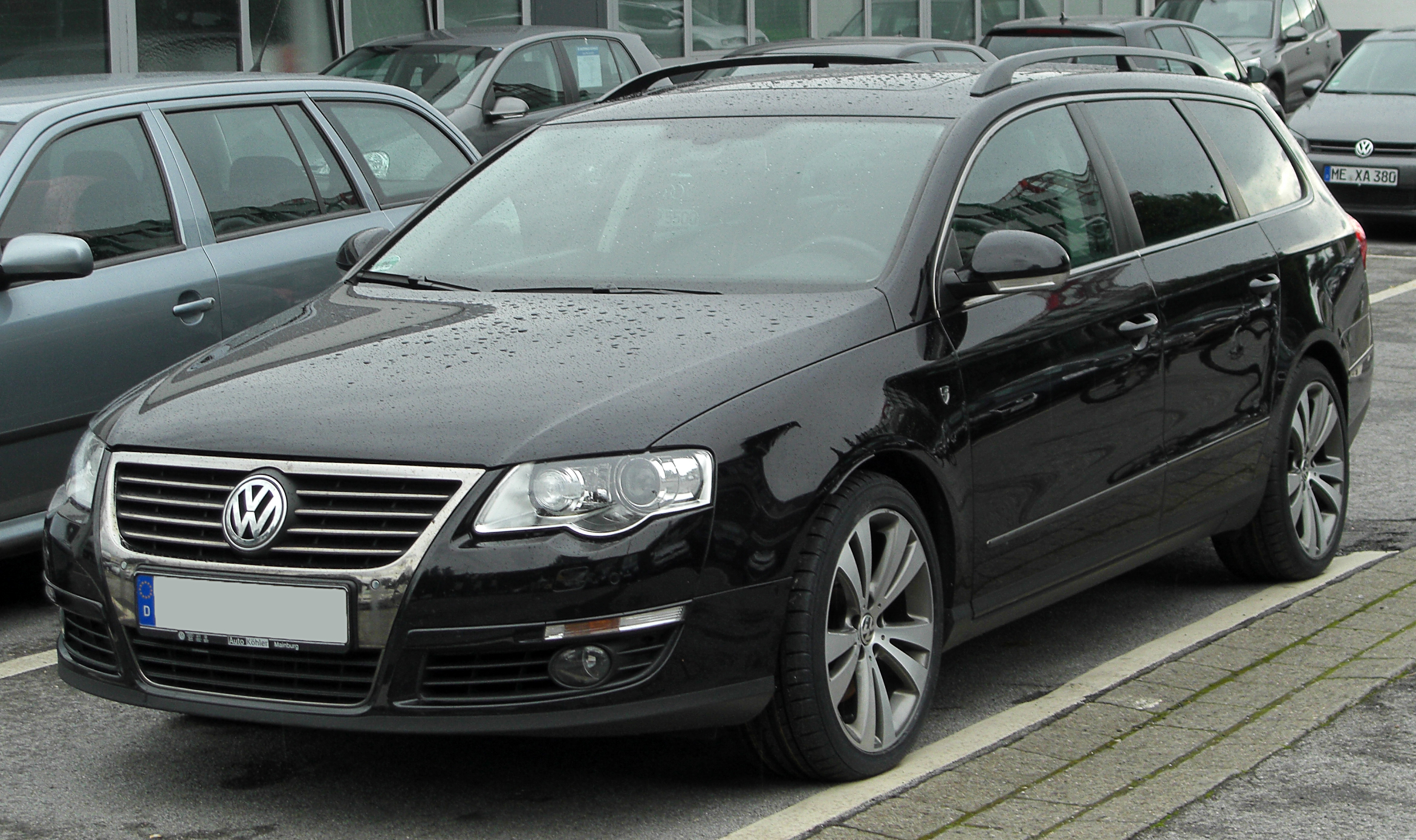
폭스바겐 파사트 바리안트 정측면
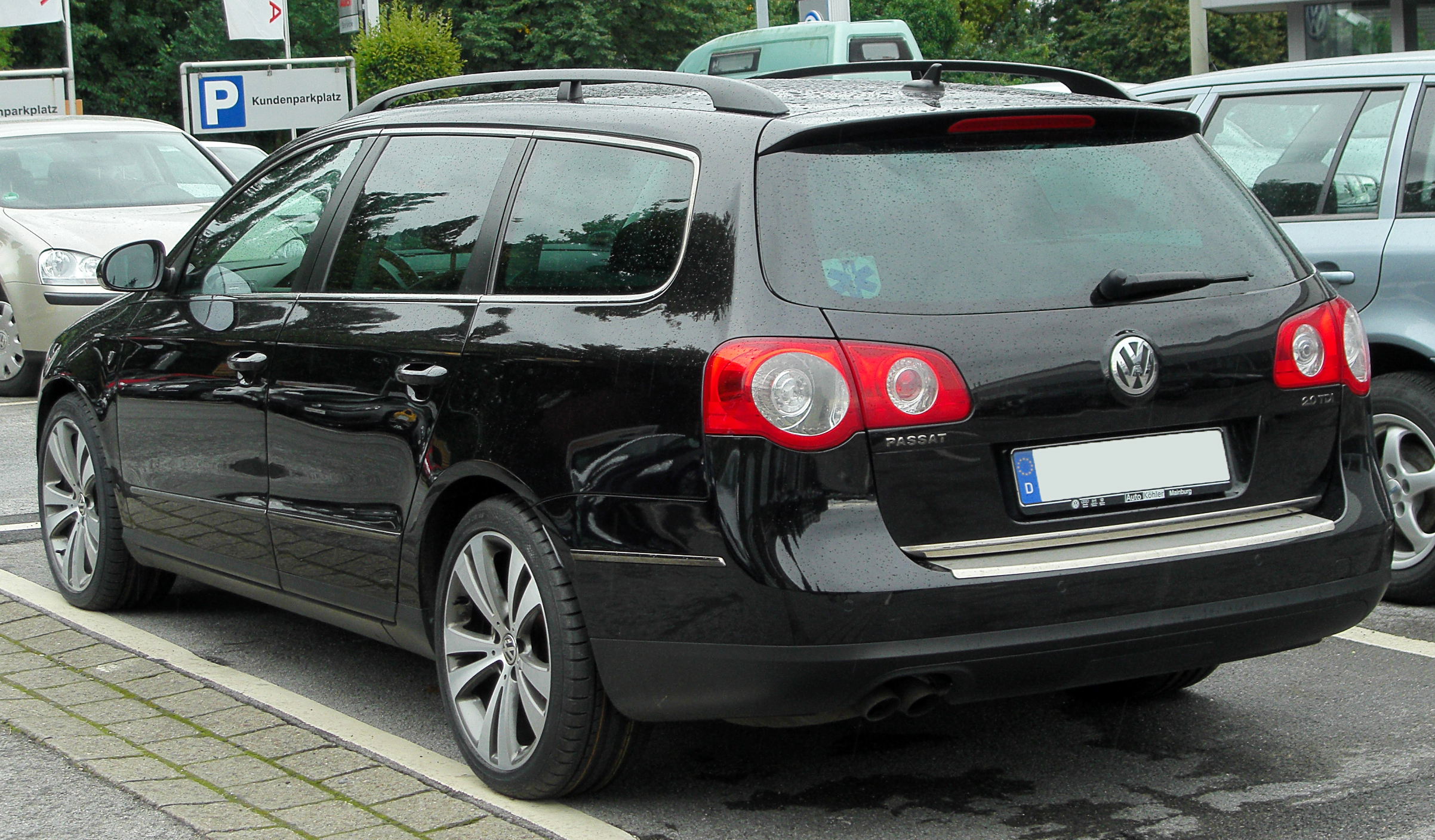
폭스바겐 파사트 바리안트 후측면

## 7세대
- 유럽형

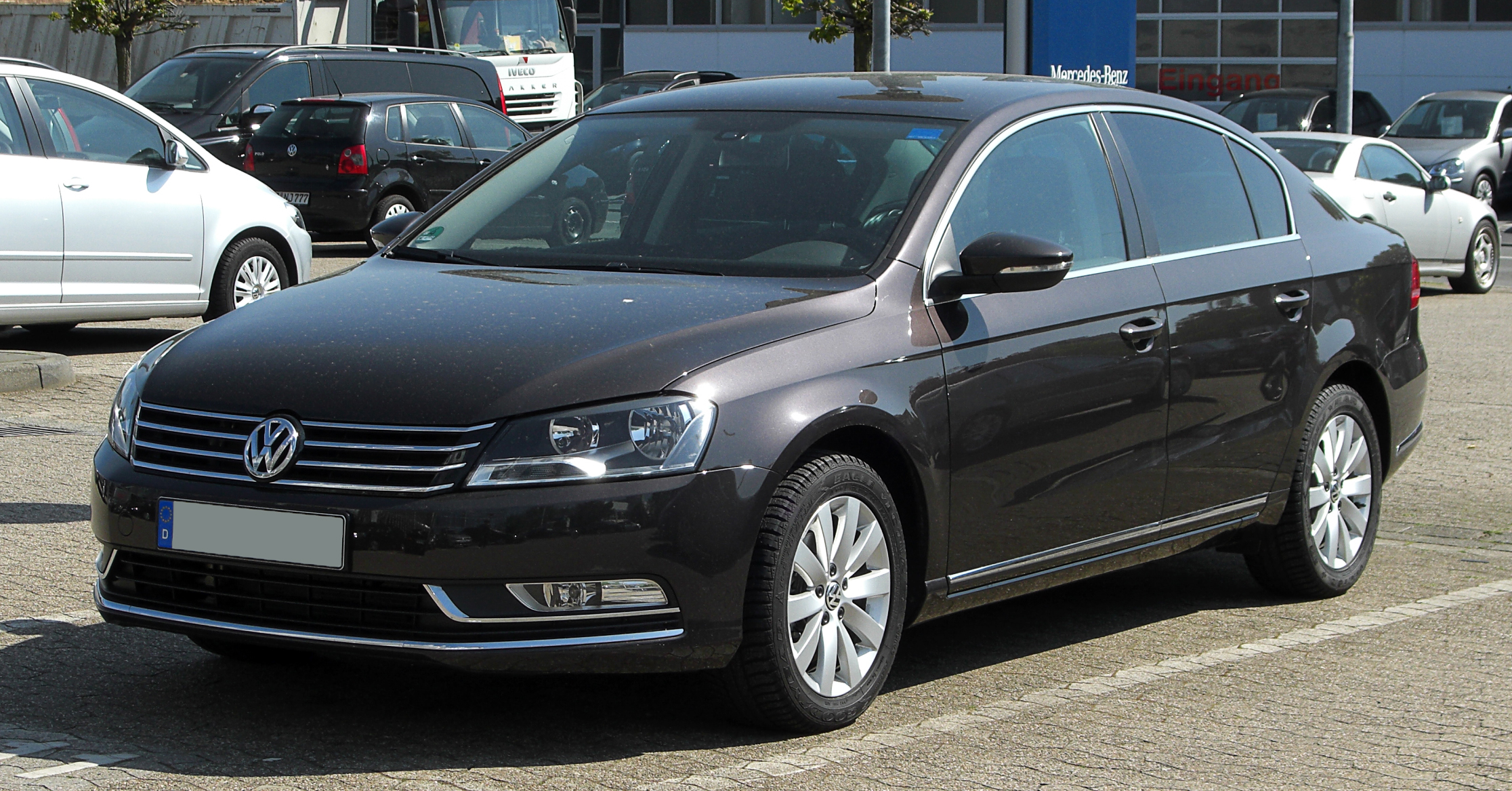
폭스바겐 파사트(유럽형) 정측면

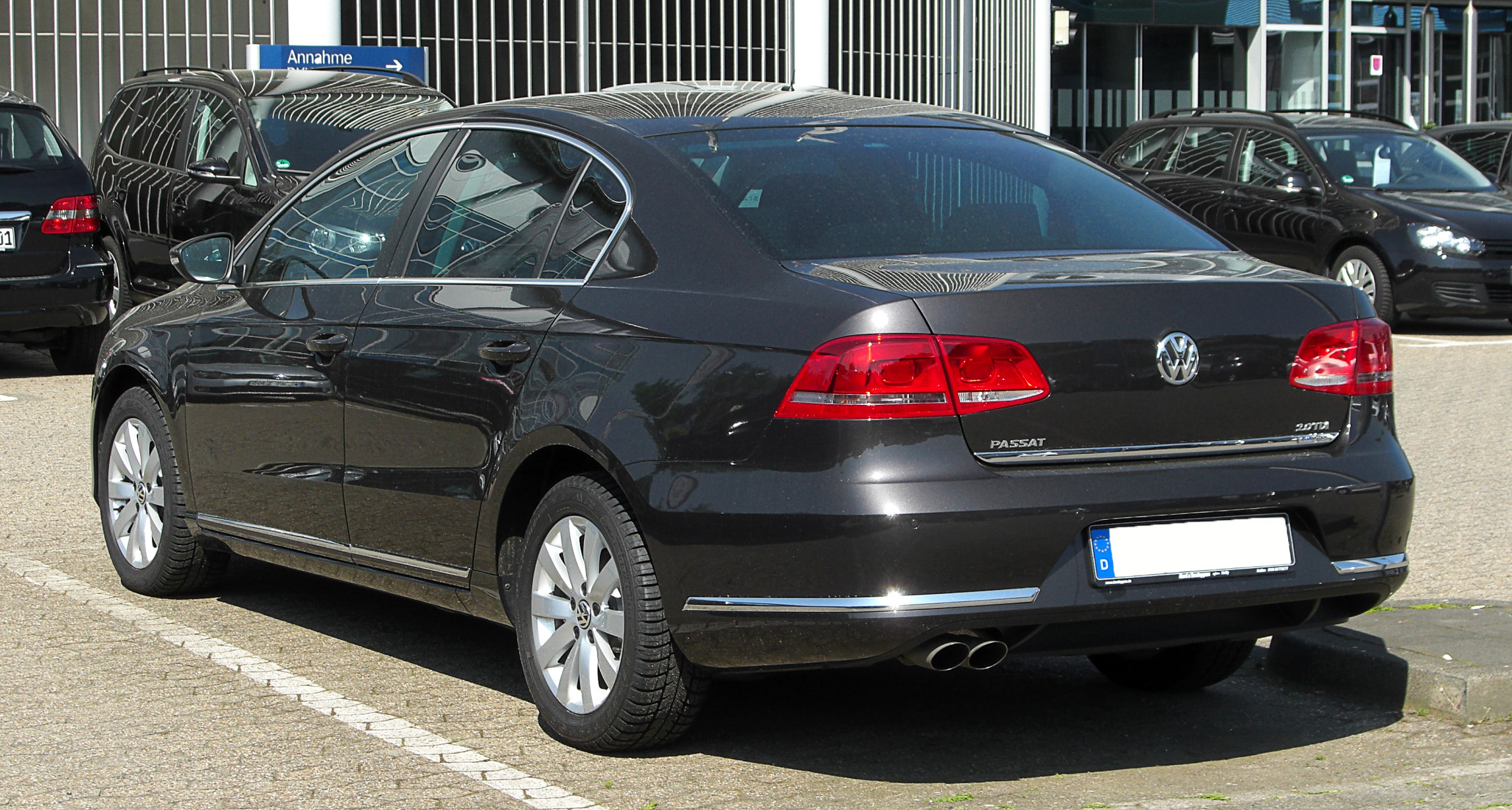
폭스바겐 파사트(유럽형) 후측면

이 때부터 유럽형과 북미형으로 나뉘어 출시되어 이 차량은 미국과 대한민국에서는 판매하지 않는다. 2010년에 6세대 파사트에서 페이스 리프트를 거치며 곡선이 가미된 헤드 램프와 리어 램프는 직선 위주의 각진 모양으로 바뀌었고, 유럽형은 폭스바겐의 기함인 페이톤과 유사한 디자인이 적용되었다. 1열 시트에는 냉·난방은 물론 마사지 기능이 추가되었고, 센터 페시아에는 크롬을 입히는 등 편의 사양과 소재가 보강되었다.

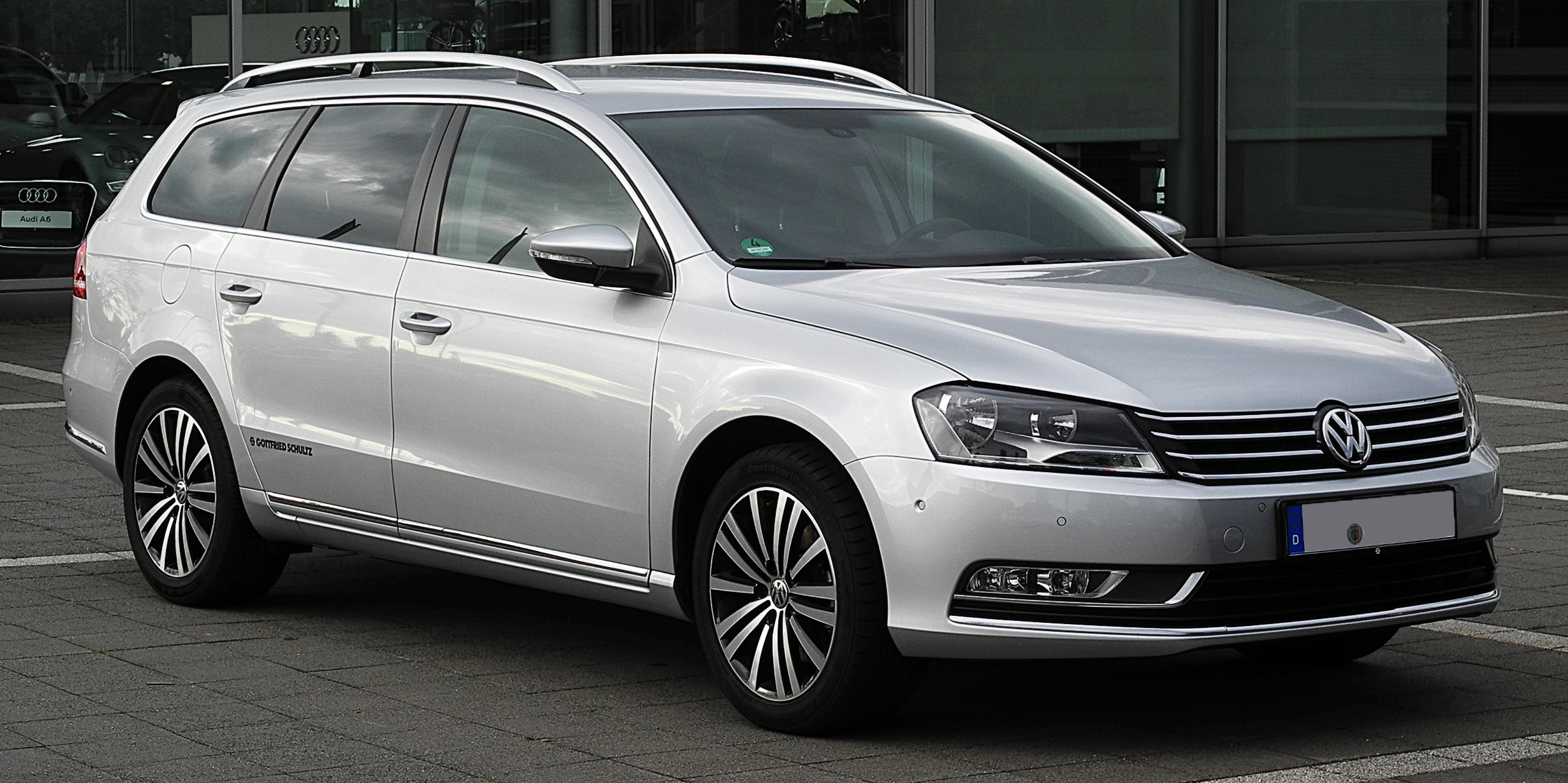
폭스바겐 파사트 바리안트 정측면
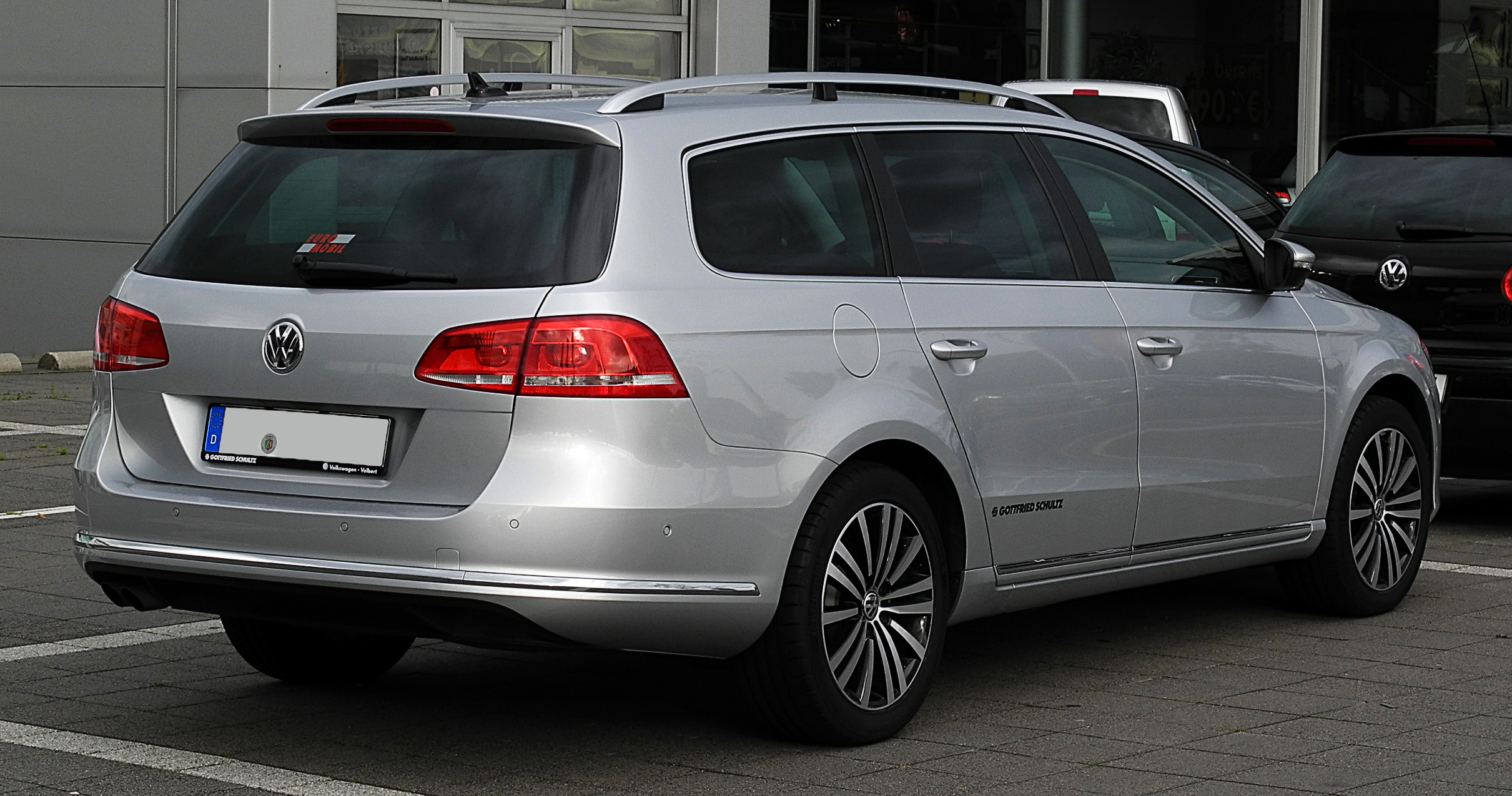
폭스바겐 파사트 바리안트 후측면

- 북미형

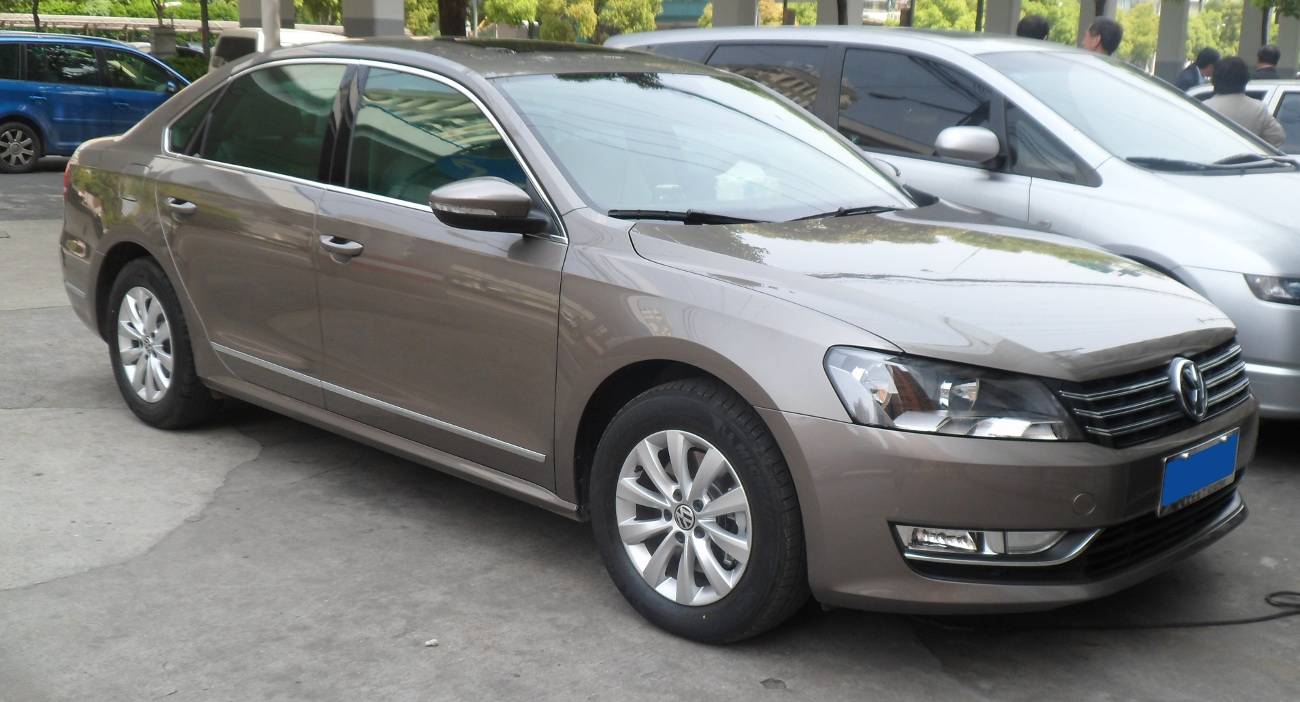
폭스바겐 파사트(NMS) 정측면

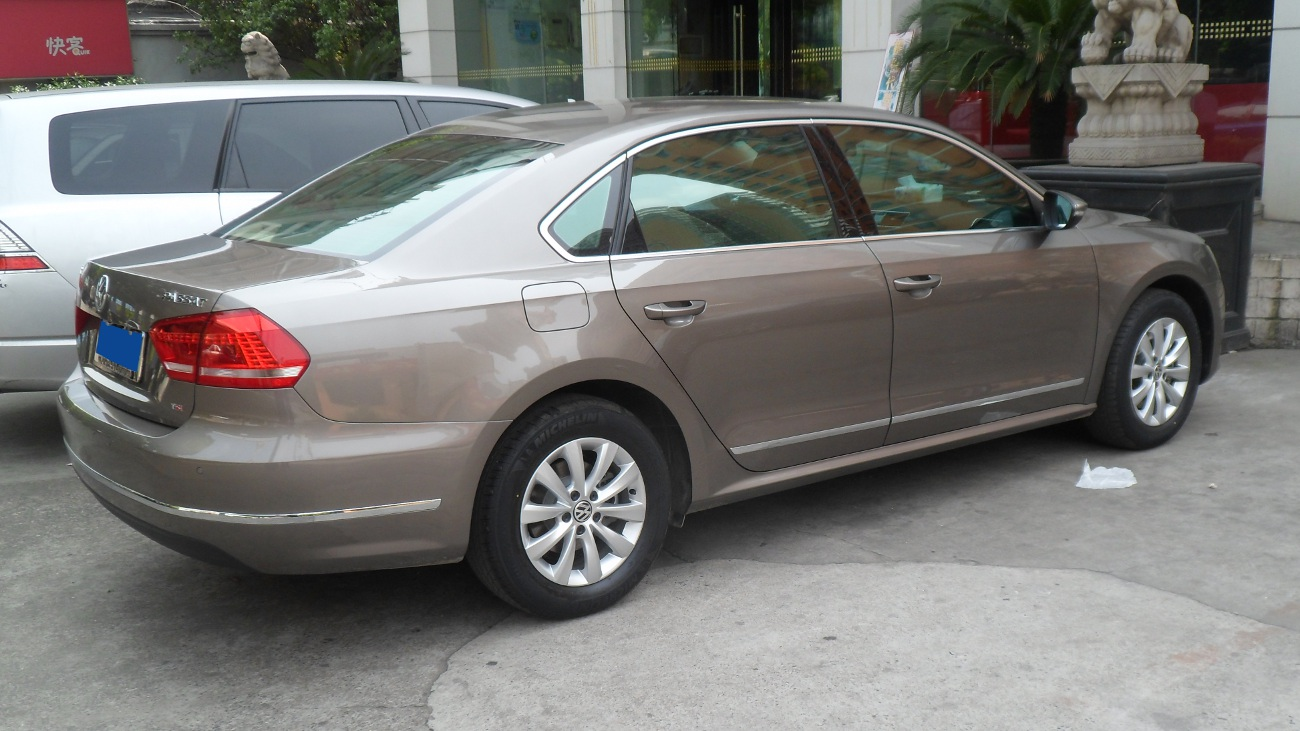
폭스바겐 파사트(NMS) 후측면

2011년에 출시되었다. 대한민국에는 2012년 8월 27일부터 판매하고 있다. 북미형의 경우 원래 뒤쪽에 가로로 긴 번호판을 부착할 수 없으나, 구조 변경을 거치면 장착할 수 있다. NMS(New Midsize Sedan)라는 코드로 중국, 중동, 미국과 캐나다 등지에서의 전략 차종으로 개발된 북미형 파사트는 기존 파사트보다 실내 공간을 늘려 거주성을 높였다. 북미형은 테네시주 채터누가의 폭스바겐 현지 공장에서 생산되는데 헤드램프에 LED 조명이 없다는 점에서 유럽형과 차이가 있다. 북미형은 2015년에 페이스 리프트를 거쳐 LED 헤드램프가 달린다.

## 8세대
- 유럽형

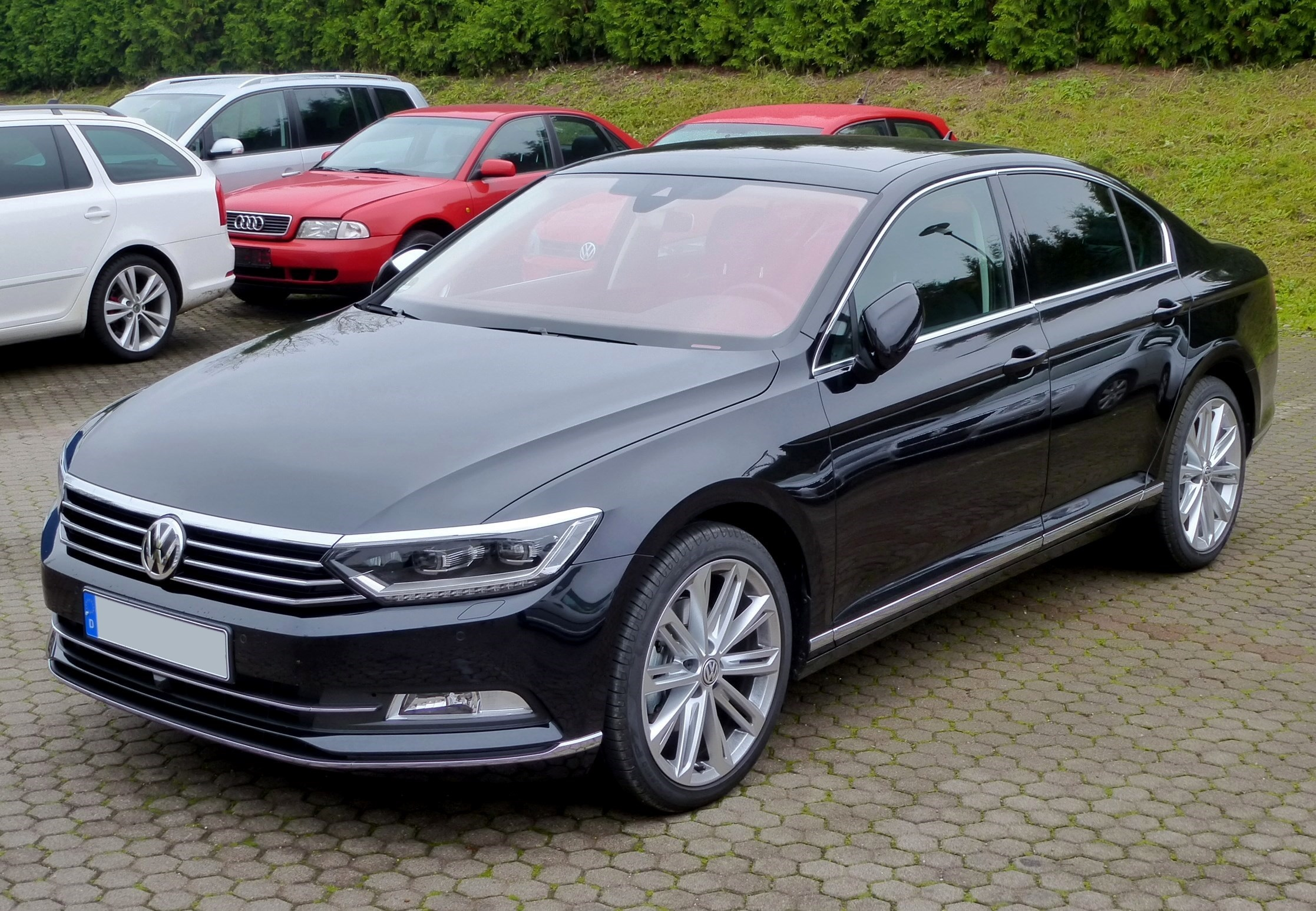
폭스바겐 파사트 정측면

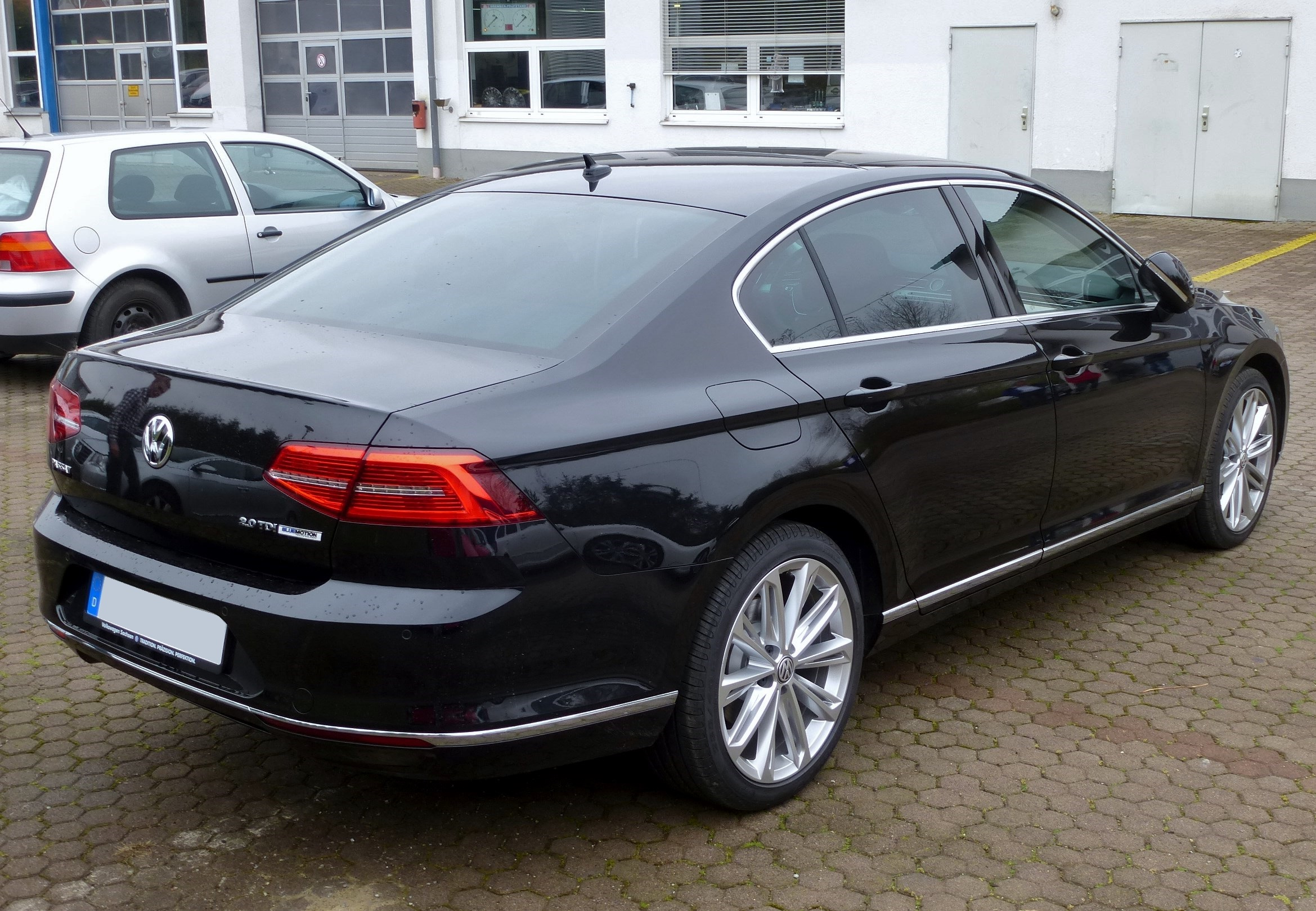
폭스바겐 파사트 후측면

2014년에 출시되었다. 북미에서는 판매되지 않고, 대한민국에서는 파사트 GT라는 차명으로 2018년 2월에 출시되었다. 2019년에 페이스리프트를 거쳤으며, 2020년 12월에 한국에서도 페이스리프트 모델이 출시되었다. 2022년 1월에 독일에서 세단의 생산이 중단되어 왜건만 남게 되었다.

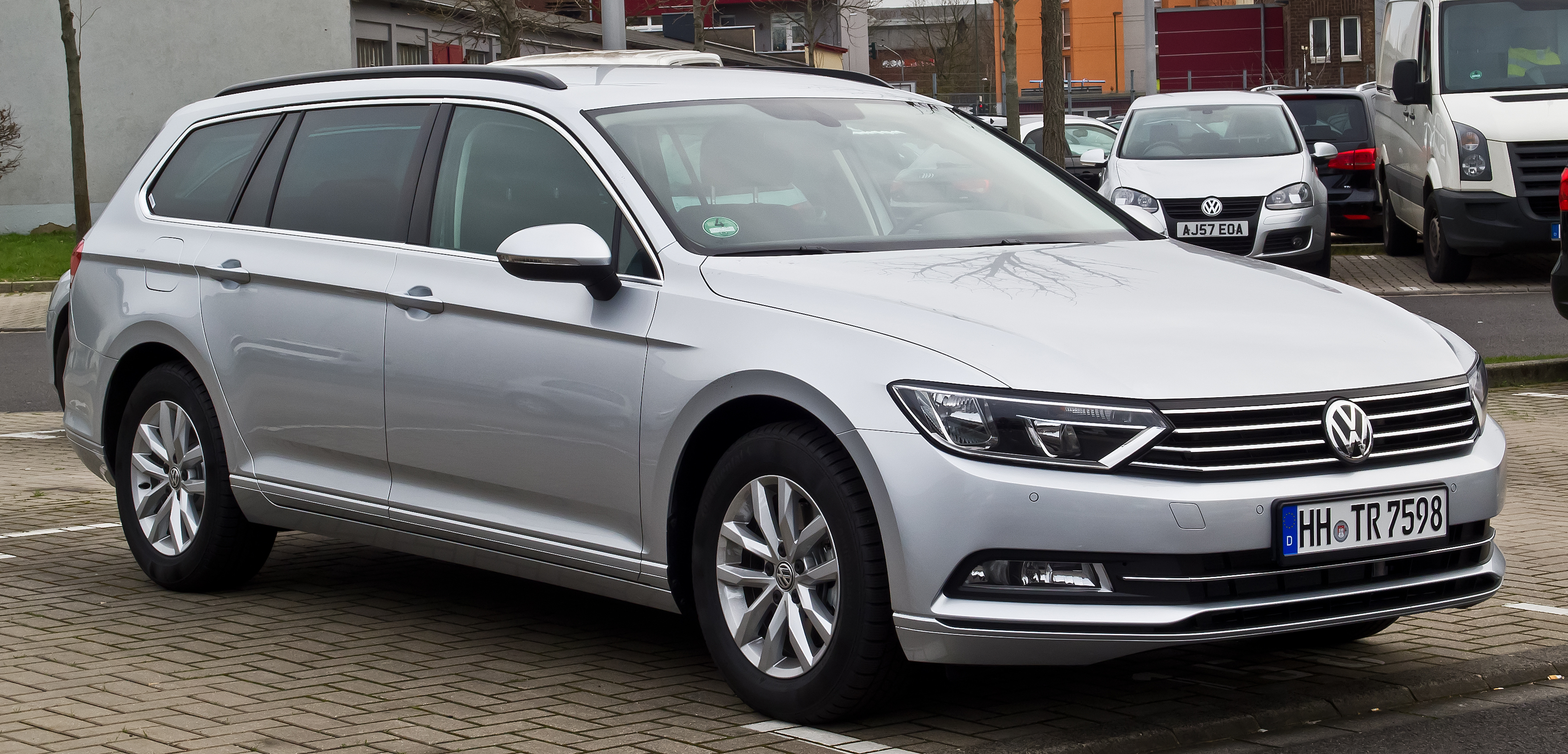
폭스바겐 파사트 바리안트 정측면
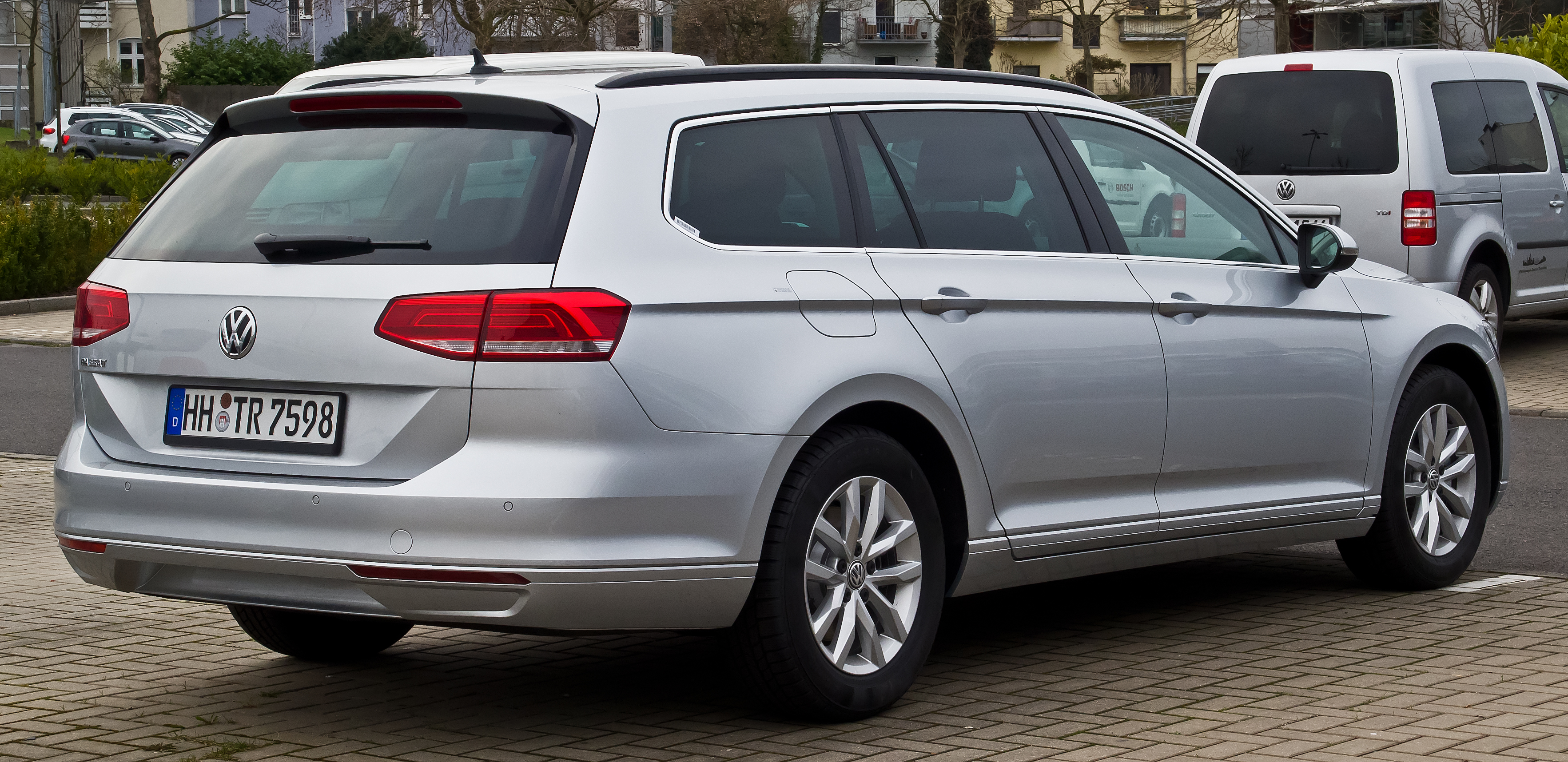
폭스바겐 파사트 바리안트 후측면

- 북미형

2018년에 중국에서 공개되었고, 미국 시장에서는 2019년 디트로이트 모터쇼에서 공개되었다. 중국 사양은 MQB 플랫폼으로 바뀌었지만, 미국 사양의 경우 원가를 줄이기 위해 PQ35 플랫폼을 그대로 쓴다. 2023년에 미국 시장에서는 점점 떨어지는 세단의 인기로 인해 판매를 중단할 예정이나, 중국에서는 계속 판매한다.

## 9세대
9세대부터 스테이션 왜건으로만 나오고, 세단은 iD.7로 대체된다. 자동변속기는 컬럼식이 장착된다.